# Opération Torch
Pour les articles homonymes, voir Expédition d'Alger.
Seconde Guerre mondiale
Batailles
Guerre du Désert
- Invasion de l'Égypte
- Compass (Fort Capuzzo
- Nibeiwa
- Sidi Barrani
- Bardia
- Tobrouk (1941)
- Mechili
- Beda Fomm)
- Koufra
- Siège de Giarabub
- Sonnenblume
- El Agheila (1941)
- Siège de Tobrouk (Raid sur Bardia
- Raid Twin Pimples)
- Skorpion
- Brevity
- Battleaxe
- Crusader (Flipper
- Bir el Gubi (novembre 1941)
- Point 175
- Bir el Gubi (décembre 1941))
- Fort Lamy
- Gazala (Bir Hakeim
- Tobrouk (1942))
- Mersa Matruh
- El Alamein (juillet 1942) (Raid sur l'aérodrome de Sidi Haneish)
- Alam el Halfa
- Agreement (Caravan)
- Bertram
- Braganza
- El Alamein (octobre 1942) (Avant-poste Snipe)
- El Agheila (1942)

Débarquement allié en Afrique du Nord
- Blackstone
- Casablanca
- Reservist
- Terminal
- Port Lyautey
- Brushwood

Campagne de Tunisie
- Course pour Tunis
- Ligne Mareth
- Sidi Bouzid
- Kasserine
- Sejnane
- Ochsenkopf
- Capri
- Ksar Ghilane
- Pugilist
- El Guettar
- Wadi Akarit
- Longstop Hill
- Hill 609
- Vulcan
- Flax
- Retribution
- Strike

1940
- Vado
- Siège de Malte
- Club Run
- Convoi Espero
- Mers el-Kébir
- Punta Stilo
- Cap Spada
- Hurry
- Cap Passero
- MB.8
- Tarente
- Détroit d'Otrante
- White
- Cap Teulada

1941
- Excess
- Convoi AN 14
- Grog
- Abstention
- Baie de La Sude
- Cap Matapan
- Îles Kerkennah
- Crète
- Galite
- Substance
- Halberd
- Convoi Duisburg
- Cap Bon
- Syrte (1941)
- Rade d'Alexandrie

1942
- Syrte (1942)
- Calendar
- Bowery
- Albumen
- Harpoon
- Vigorous
- Pedestal
- Agreement
- Torch
- Stoneage
- Sabordage de la flotte française à Toulon
- Portcullis
- Banc de Skerki
- Olterra (navire auxiliaire)
- Raid sur Alger

1943
- Zouara
- Convoi de Cigno
- Convoi de Campobasso
- Corkscrew
- Husky
- Gela
- Scylla
- Pietracorbara
- Dodécanèse
  - Rhodes
  - Leros
  - Kos
- Convoi KMF-25A

1944
- Ist
- Raid sur Santorin
- Raid sur Symi
- Port-Cros
- La Ciotat
- Île de Pag

1945
Mer Ligure
- Convois alliés
  - convois de Malte
- Campagne des U-boote
- Campagne adriatique

L'opération Torch (« torche » en français) est le nom de code donné au débarquement des Alliés le 8 novembre 1942 en Afrique du Nord, principalement au Maroc et en Algérie.
La prise d'Alger se fait en un jour, facilitée par l’action coordonnée de la Résistance française locale, tandis qu’à Oran et au Maroc, les autorités du régime de Vichy opposent une résistance militaire aux forces alliés. Dans le même temps, la Tunisie, alors protectorat français, est rapidement investie par les forces de l’Axe sans opposition significative, ce qui déclenche la campagne de Tunisie. La reddition des troupes vichystes au Maroc intervient le 11 novembre. Des sous-marins allemands, arrivés au large de Casablanca le jour du cessez-le-feu, mènent encore des attaques jusqu’au 16 novembre.
Constituant, avec la victoire britannique d'El Alamein en Égypte, une étape stratégique majeure de la campagne d'Afrique du Nord, ce débarquement marque une inflexion sur le front occidental, amorçant la reconquête alliée du sud de l’Europe, confirmée quelques semaines plus tard par la victoire soviétique à Stalingrad sur le front de l'Est.

## Conception de l'opération
L'opération Torch*  prend naissance au cours du printemps 1942, au plus fort de la domination allemande. Les îles Britanniques ont certes évité l’invasion allemande au cours de la bataille d'Angleterre, mais Hitler, avec ses forces de l’Est, n'en est pas moins aux portes de Stalingrad, et des montagnes du Caucase et de son précieux pétrole. Aussi l'Union soviétique se trouve-t-elle au bord de la rupture. Par conséquent, si les Alliés veulent conserver une chance de gagner la guerre, il devient urgent d’ouvrir un second front afin de soulager l'URSS. Le choix de commencer par l’Afrique du Nord n’allait pas de soi : le président Roosevelt et le général George Marshall avaient d'abord donné leur préférence à un débarquement sur les côtes de la Manche (Eisenhower avait d’ailleurs déjà obtenu la responsabilité du commandement pour une attaque côté ouest).
De son côté, Winston Churchill n’avait pas oublié les intérêts britanniques en Afrique, où le canal de Suez restait à la portée de l'ennemi. Surtout, il estimait que débarquer aussi tôt sur le continent européen représentait de gros risques, compte tenu de la qualité des défenses allemandes, et parce qu'il jugeait les effectifs alliés disponibles au Royaume-Uni encore insuffisants pour réussir une opération de grande ampleur. Il lui paraissait donc préférable de s’orienter dans un premier temps vers un objectif a priori plus modeste, une offensive moins directe, en Afrique. Si les Alliés réussissaient à y repousser les troupes de l'Afrikakorps de Rommel, l’Afrique du Nord permettrait ensuite de disposer d’une plate-forme pour un projet plus ambitieux qui concernerait l’Europe méridionale. Les pourparlers durèrent quatre jours et aboutirent en juillet 1942 à un accord désignant l’Afrique du Nord comme objectif immédiat des Alliés. Le général Marshall confia à Eisenhower ce nouveau commandement et le projet fut baptisé « Operation Torch » (en français : Opération Flambeau).

## Planification de l'intervention

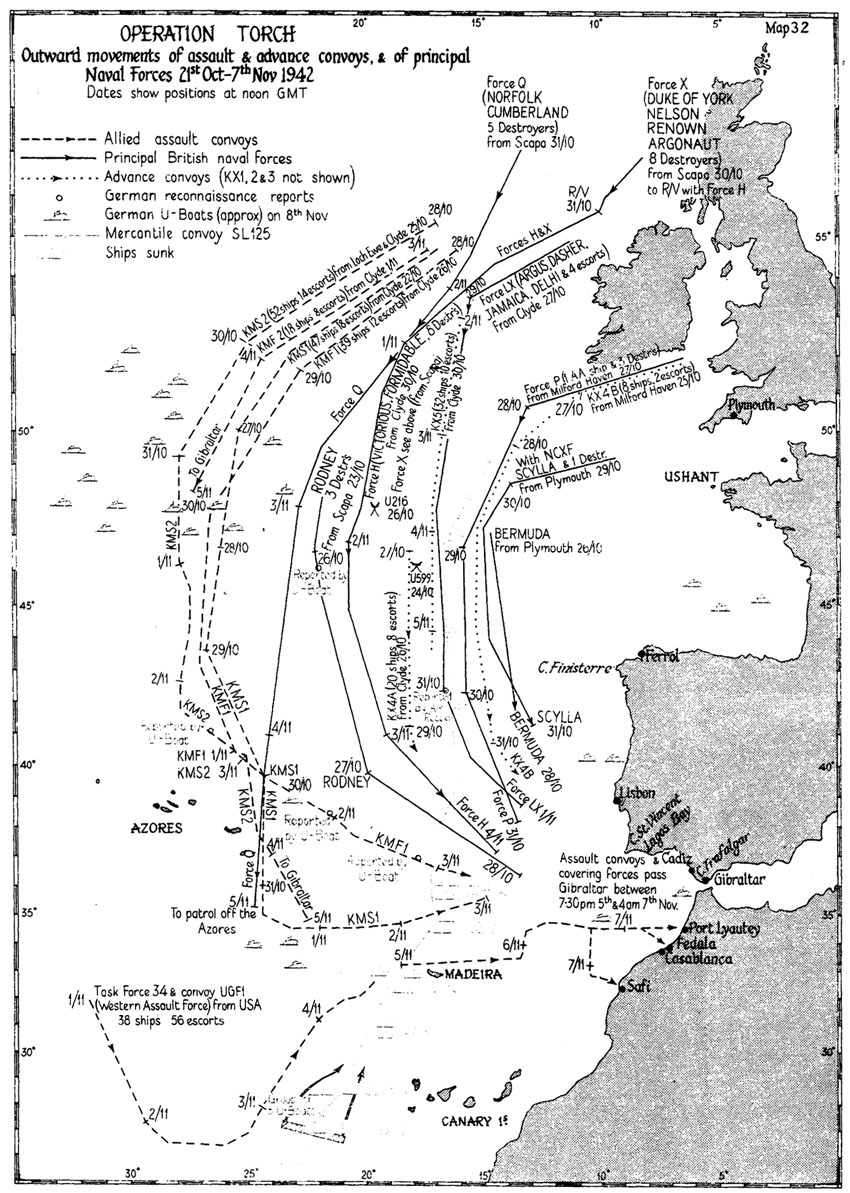
Carte des convois alliés reliant les îles britanniques à l'Afrique du Nord.

### Préparation politique
Le 5 septembre 1942, les négociateurs alliés s'accordent pour désigner Casablanca, Oran et Alger, comme cibles principales du débarquement allié en Afrique du Nord.

#### Négociations avec les autorités vichystes
L'opération avait aussi été préparée de longue date sur place mais une question très importante était, en effet, celle de l'attitude des autorités militaires de Vichy en Afrique du Nord vis-à-vis d'une éventuelle intervention américaine, Hitler ayant laissé au gouvernement de Vichy la souveraineté sur son Empire . Le président Roosevelt, influencé par certains Français des États-Unis, tels que l'ancien diplomate Alexis Léger (plus connu sous nom de plume Saint-John Perse) et l'avocat René de Chambrun, gendre de Pierre Laval, se méfiait de Charles de Gaulle et d'éventuelles tendances dictatoriales de celui-ci tandis que, sur la foi des informations de son ambassadeur, l'amiral Leahy, ami du maréchal Pétain, il imaginait les dirigeants de Vichy comme susceptibles de reprendre la guerre contre l'Allemagne à la première occasion.
Le consul Robert Murphy, représentant personnel du président Roosevelt en Afrique du Nord, partageait les vues de Leahy, bien que ses démarches auprès des dirigeants de Vichy sur place, et principalement des généraux Maxime Weygand, puis Alphonse Juin — ce dernier s'en tenant à l'expectative — n'aient pas eu de succès. Il avait été renforcé de 12 vice-consuls des États-Unis, envoyés en Afrique du Nord pour contrôler l'emploi de l'aide économique américaine, et qui, issus de milieux non diplomatiques, ne partageaient pas tous les idées de leur supérieur. Aussi plusieurs d'entre eux avaient-ils établi de nombreux contacts, non seulement avec les autorités locales de Vichy, mais aussi avec la Résistance, Weygand ayant conclu un accord de ravitaillement avec les Américains.

#### Négociations avec les résistants d'Afrique du Nord
Les diplomates américains et l'OSS (le service secret américain, précurseur de la CIA) avaient obtenu du côté de la Résistance, mieux qu'une adhésion, une stimulation. À Alger s'était constitué, dès octobre 1940, un groupement de résistants français favorables à la cause alliée. Ils s'étaient rassemblés et avaient été organisés sur la base d'un secret et d'un cloisonnement rigoureux par les groupements de choc de la salle Géo-Gras fondée par Émile Atlan, Charles Bouchara et André Temime, les chefs de groupes et directeurs des opérations composés de douze membres : Émile Atlan, Charles Bouchara, André Temime, Paul Sebaoun, Julien Gozlan, Germain Libine, Alfred Fitoussi, Georges Loufrani, Roger Morali, Marcel Cassis, Raoul Cohen-Addad et Dr Raphaël Aboulker. Les cousins, Dr Raphael Aboulker, et José Aboulker à Alger se chargeaient de recruter les étudiants de la faculté.
Le Cercle Géo Gras, du nom de l'entraîneur sportif qui servait à son insu de prête-nom au mouvement de Résistance, et fondé par quelques amis (Émile Atlan, Charles Bouchara, André Temime, Jean Gozlan) était composé de 117 membres qui s'étaient armés dès 1941 pour faire face à des mesures anti-juives. Les armes provenaient en grande partie du magasin d'Émile et Florence Atlan, armuriers 34 rue de Chartres jusqu'aux lois raciales. Elles étaient cachées dans leur appartement du 11 rue Bab-Azoun et sous le ring de boxe de la salle de sport (à l'insu de Géo Gras lui-même). Raphaël et Stéphane Aboulker en faisaient partie et faisaient le lien avec le mouvement de José Aboulker.
Début 1941, des officiers français patriotes, comme le capitaine Beaufre ainsi que le lieutenant-colonel Jousse, se lient avec les Américains dans l'espoir de ramener l'armée d'Afrique au combat. Ils sont vite dénoncés, arrêtés et leur entreprise tourne court. Dans le même temps, mais sans lien avec ces officiers, la branche algérienne du parti communiste mène des actions de lutte. Le commissaire de police André Achiary ou le capitaine Luizet tentent sans succès, en 1940-1941, d'établir un contact permanent avec Londres. Au milieu de 1941 les gaullistes R. Capitant, L. Joxe et L. Fradin sont les plus actifs. Ils reproduisent la politique appliquée en métropole, diffusion de tracts et d’une édition locale de Combat. D'un autre côté le commandant Breuillac et l’avocat Mounier forment le premier réseau de sabotage à la fin de 1940 en Tunisie. Ils réussissent la destruction de plusieurs navires de l’Axe dans les ports tunisiens, le groupe est néanmoins décapité en juin 1941.
À Oran, un noyau de résistance s'était formé le 7 mars 1941, avec notamment Roger Carcassonne, l'un des cousins du docteur Raphaël Aboulker . Initialement, sa préoccupation dominante n'était pas de contrer l'influence des puissances de l'Axe en Afrique du Nord. Les résistants d'alors visaient surtout à faire face aux convoitises territoriales du général Franco qui cherchait à accaparer l'Oranie grâce à ses réseaux de partisans,. L'arrivée au printemps 1941 de deux vice-consuls américains Ridgway Knight et Leland Rounds permit d'orienter les efforts vers un objectif moins restreint.
D'autres résistants venus de métropole s'étaient joints à eux, parmi lesquels :
- un lieutenant du Deuxième Bureau, Henri d'Astier de La Vigerie[3] . Celui-ci, après avoir établi des liens avec Roger Carcassonne à Oran, était venu s'installer à Alger comme cadre des Chantiers de jeunesse, et y avait rencontré Aboulker[3]. Les deux jeunes dirigeants initiaux s'étaient implicitement placés sous la direction d'Henri d'Astier ;
- certains dirigeants civils ou militaires, comme le général Béthouart au Maroc ou le capitaine Serge-Henri Parisot ;
- à Alger aussi, quelques officiers supérieurs, comme le lieutenant-colonel Germain Jousse[3] , major de garnison, et le colonel Baril (alors en disgrâce pour avoir adressé à ses supérieurs un rapport prévoyant la victoire alliée) ;
- un industriel arrivé à Alger en novembre 1941, Jacques Lemaigre Dubreuil, directeur des Huiles Lesieur (en relation étroite avec le trust Unilever), qui désirait jouer la carte américaine.

À la suite de longs mois de négociations entre chefs de la Résistance et représentants américains, il fut décidé que :
- lors du débarquement allié, les principales personnalités et points stratégiques d'Afrique du Nord devraient être neutralisés pendant plusieurs heures, afin de permettre aux Alliés d'effectuer leur intervention sans heurts ; on espérait qu'une fois le débarquement opéré, l'armée d'Afrique se joindrait aux Alliés et entrerait, à leurs côtés, dans la guerre ;
- le débarquement s'effectuerait sans intervention des Français libres, car la participation du général de Gaulle à l'opération n'aurait pu que braquer davantage encore les généraux vichystes. Un autre facteur était le peu de sympathie du président Roosevelt pour de Gaulle[3] , dû, entre autres, à la libération de Saint-Pierre-et-Miquelon effectuée par les Forces navales françaises libres (FNFL) de l'amiral Muselier le 24 décembre 1941, sans l'accord des États-Unis. Quant à Robert Murphy, il continuait de juger possible le ralliement des vichystes à la cause alliée, malgré leurs déclarations et leurs actes concrets de collaboration en Afrique du Nord même (où des commissions d'armistice germano-italiennes surveillaient les autorités françaises de près).

Il n'en fallait pas moins un général acceptable pour prendre la direction de la rentrée en guerre du côté français. C'est alors que Jacques Lemaigre-Dubreuil avança le nom du général Giraud , évadé d'Allemagne, dont il avait été l'aide de camp en 1940. Mais il n'informa pas les autres résistants que Giraud était aussi un admirateur de Pétain et du régime de la Révolution nationale. Ainsi obtint-il leur accord sans difficultés. Giraud avait également la faveur des Américains, qui le préféraient à de Gaulle dont le jugement et les méthodes étaient considérés comme peu fiables par Roosevelt. Giraud, contacté par un envoyé américain et par Lemaigre-Dubreuil, accepta de participer à l'opération, mais exigea dans un premier temps qu'elle ait lieu simultanément en France, et qu'il en exerce personnellement le commandement en chef. En attendant, il désigna, pour le représenter auprès des conjurés, le général Charles Mast, chef d'état-major du corps d'armée d'Alger et fit savoir qu'il pourrait rallier l'armée d'Afrique du Nord aux Américains, ce dont doutaient les groupements de résistants français.

### Accords de Cherchell
Les accords entre les États-Unis et la Résistance française furent officiellement sanctionnés au cours d'une rencontre clandestine tenue à Messelmoun près de Cherchell,,,,, dans la nuit du 21 au 22 octobre 1942, sur la côte, non loin d'Alger, dans la ferme Sitgès, entre :
- Robert Murphy et le général Clark (adjoint d'Eisenhower) venu secrètement en sous-marin ;
- divers représentants militaires et civils de la Résistance, dont le colonel Jousse, le général Charles Mast, et Bernard Karsenty, adjoint de José Aboulker, Jean Rigault et Henri d'Astier de La Vigerie[12].

Outre leur partie militaire, les accords de Cherchell incluaient des dispositions très favorables à la France, qui devait être traitée en alliée après le débarquement. La réunion fut dénoncée par un indigène, mais la venue du commissaire de police fut retardée par deux officiers favorables aux Alliés, évitant que les conjurés ne soient surpris.

### Ordre de bataille allié et objectifs

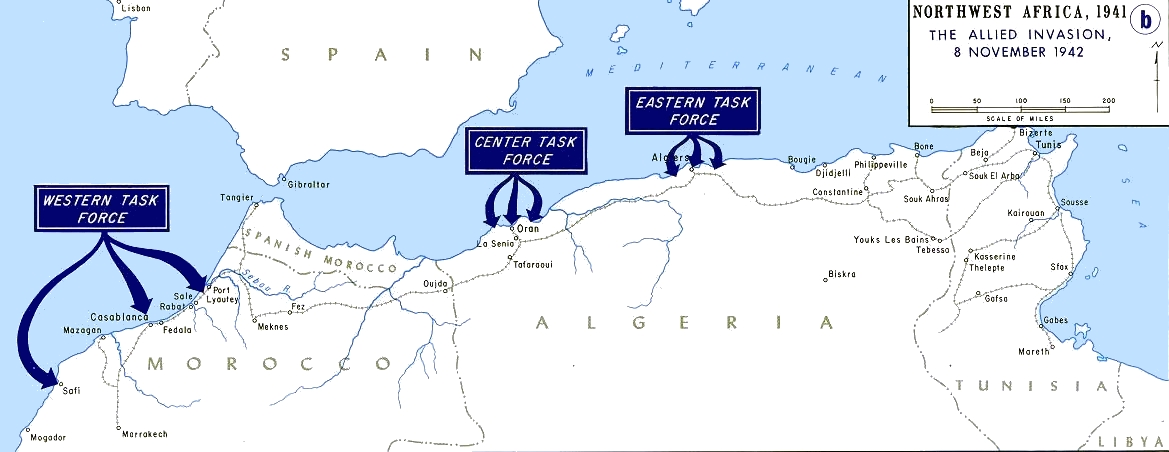
Carte des opérations.

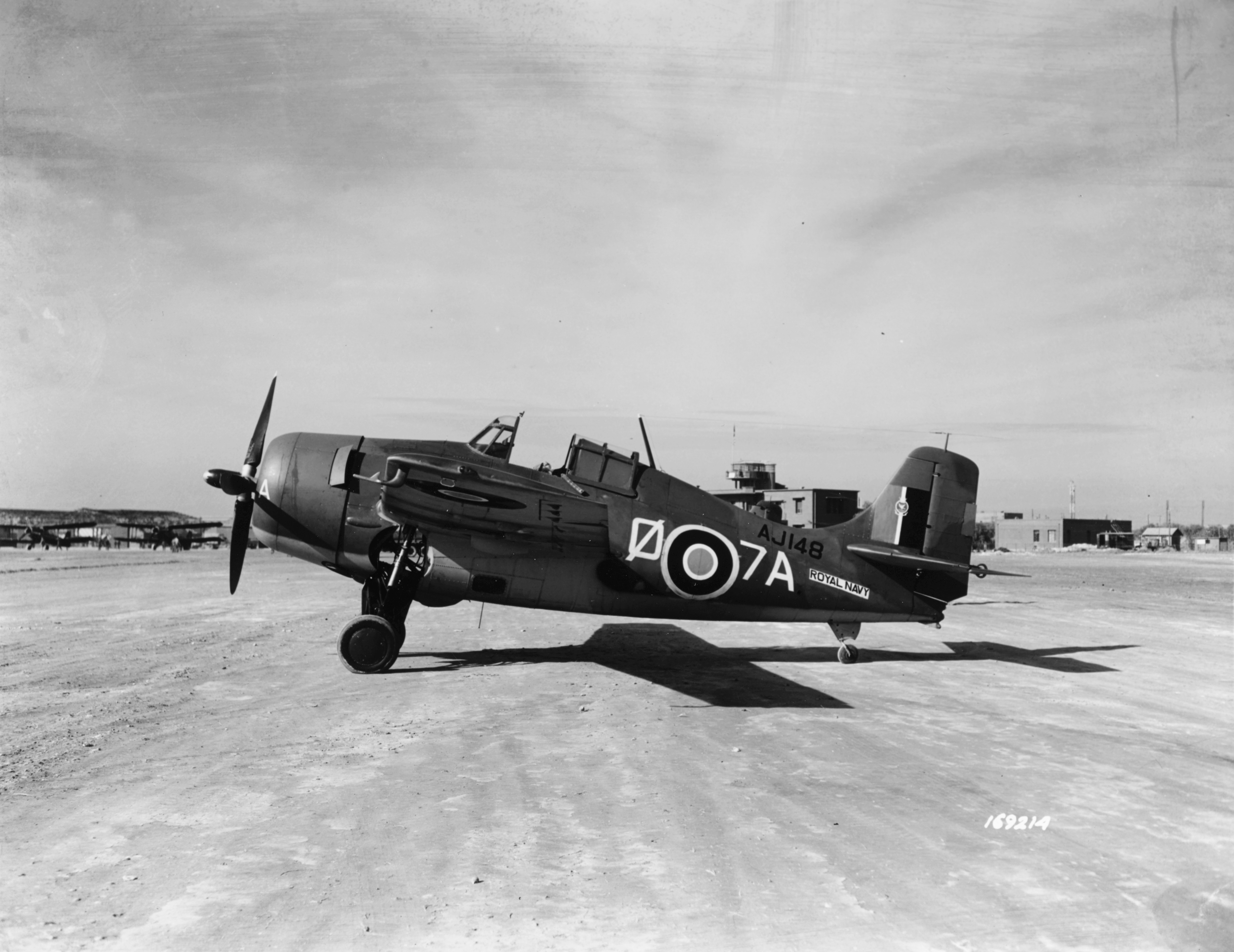
Un chasseur Grumman Martlet Mk. II de la Royal Navy affecté à bord du porte-avions, sur une piste à Oran en décembre 1942.

L’ensemble des troupes terrestres alliées étaient placées sous la responsabilité du général Eisenhower qui effectuait, pour l'occasion, son véritable baptême du feu dans une opération majeure. Quant aux forces navales, le commandement en incombait à l’amiral anglais Andrew Cunningham auquel fut adjoint l’amiral Bertram Ramsay qui avait établi du côté allié l'essentiel du plan d'attaque de l'opération Torch, à partir des notes militaires rédigées par le colonel français Jousse, membre de l'organisation de résistance d'Alger.

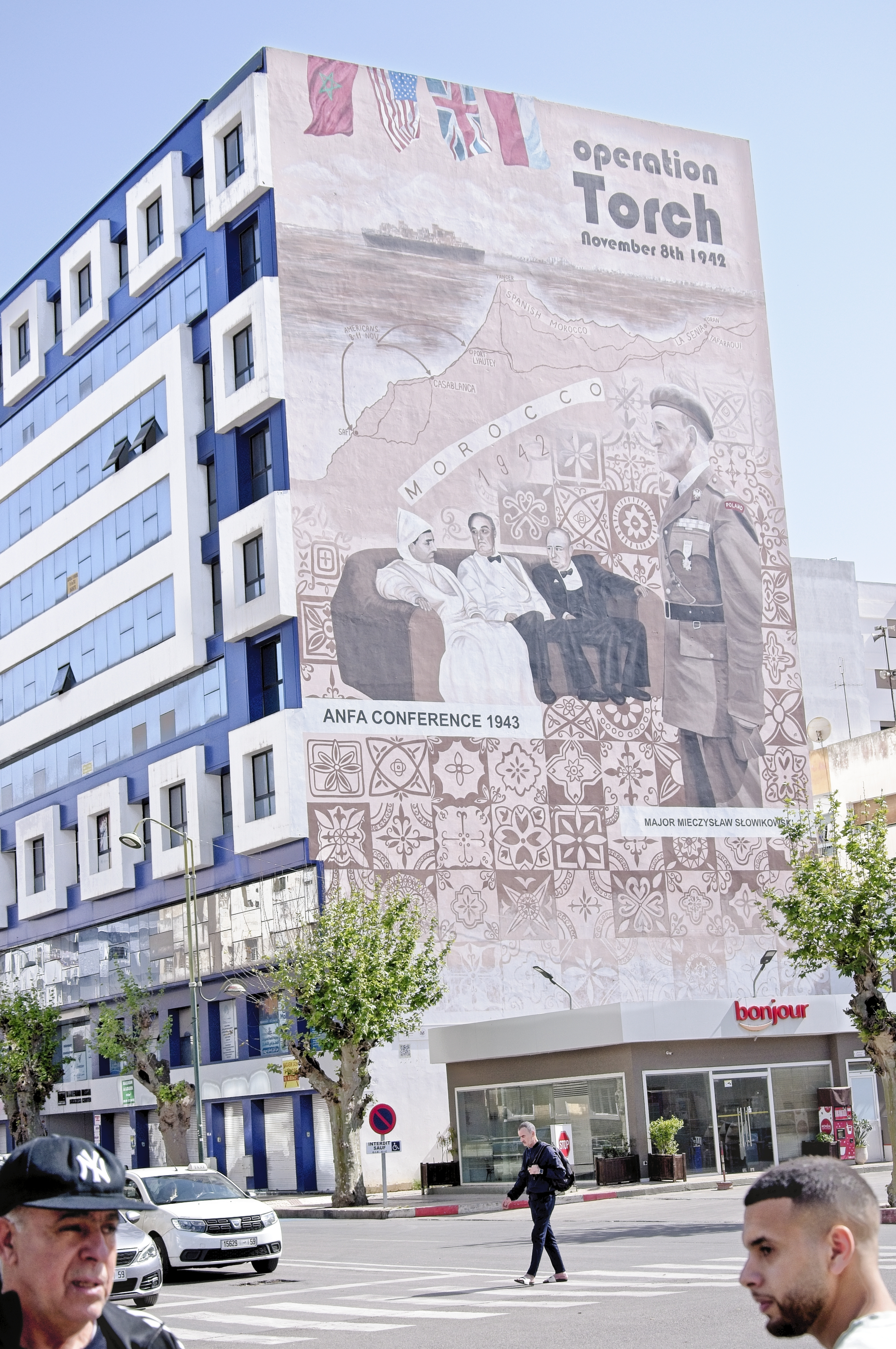
Un fresque à Kenitra commémore les 80 ans de l'opération Torch.

L'opération qui comprenait 107 000 hommes s'effectua sur 200 bâtiments de guerre et 110 navires de transport. Elle se divisait en trois groupes ayant pour mission d'établir neuf têtes de pont sur près de 1 500 km de côte.

#### Forces ouest (Maroc)
Forces terrestres :
- Commandement : général de division (Major General) George Patton ;
- Effectifs : 35 000 Américains ;
  - 3e division d'infanterie américaine ;
  - 9e division d'infanterie américaine (privée du 39e régiment, voir Forces Est) ;
  - 2e division blindée américaine ;
  - 70e et 756e bataillons de chars ;
  - 603e, 609e et 702e bataillons de chasseurs de chars ;
  - 36e régiment du génie.
- Objectif : Fedala, Port-Lyautey, Safi (Maroc sous protectorat français).

Forces navales :

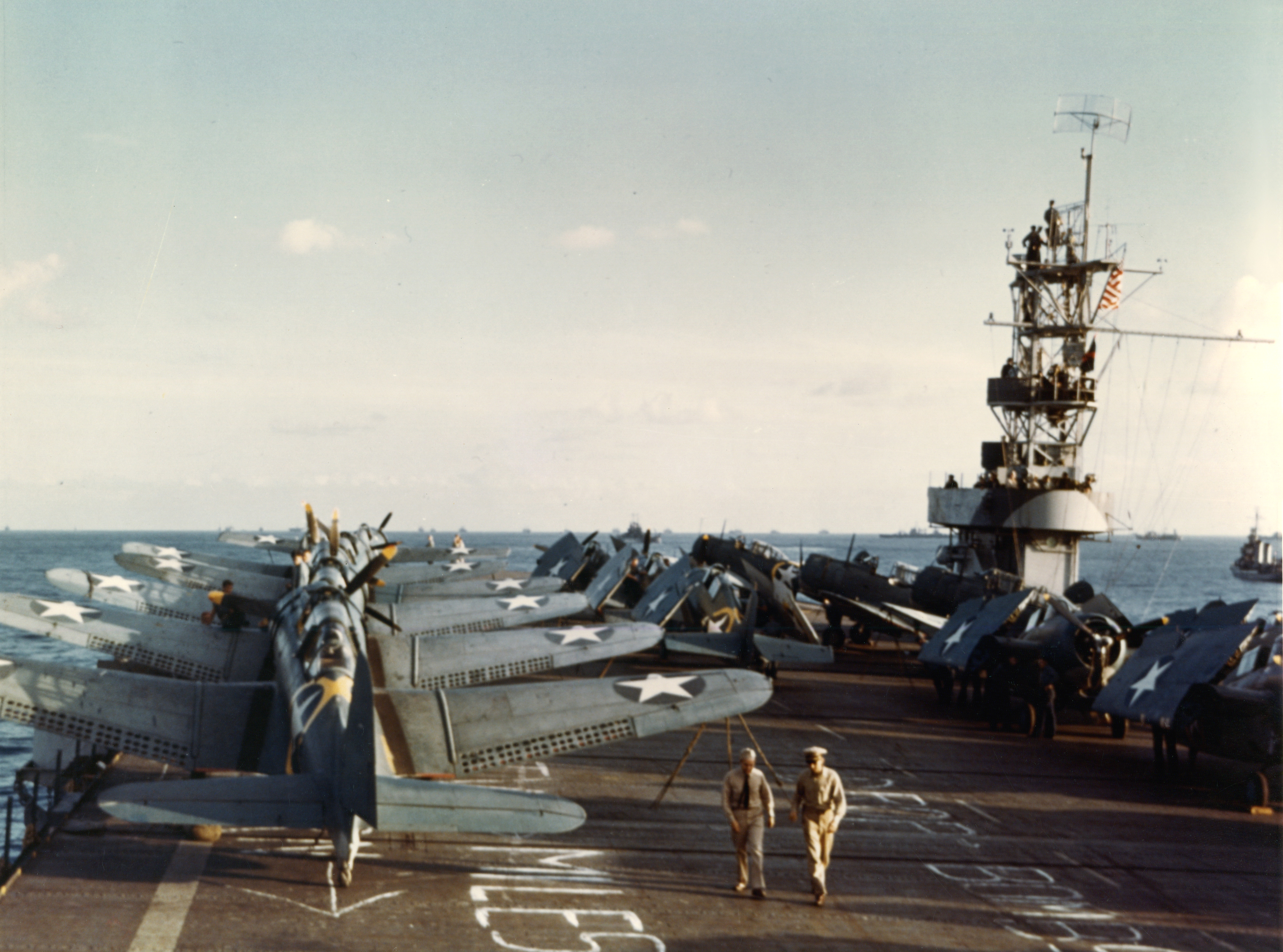
SBD Dauntless sur le durant l'opération Torch.

- Commandement : vice-amiral (Rear Admiral) Henri Hewitt ;
- Flotte de haute mer :

- groupe d'attaque Nord (Port Lyautey):
- - USS Texas (cuirassé) ;
  - USS Savannah (croiseur léger) ;
  - USS Santee (porte-avions) ;
  - USS Sangamon (porte-avions) ;
  - USS Chenango (porte-avions) ;

- groupe d'attaque Centre (Fedala):
- - USS Augusta (croiseur lourd) ;
  - USS Brooklyn (croiseur léger).

- groupe d'attaque Centre (Casablanca):
- - USS Massachusetts (cuirassé) ;
  - USS Ranger (porte-avions) ;
  - USS Suwannee (porte-avions) ;
  - USS Wichita (croiseur lourd) ;
  - USS Tuscaloosa (croiseur lourd) ;

- groupe d'attaque Sud (Safi):
- - USS New York (cuirassé) ;
  - USS Cleveland (croiseur léger) ;
  - USS Philadelphia (croiseur léger) ;

- Flotte de protection et d'opération : 41 destroyers, 4 sous-marins, 8 dragueurs de mines, 23 navires de débarquement pour l'infanterie.

Forces aériennes (sous contrôle direct de Patton) :
- Commandement : général de division (Major General) James Doolittle (US) ;
- Appareils : chasseurs F4F Wildcat, chasseurs P-40 Warhawk, bombardiers SBD Dauntless et torpilleurs TBF-1 Avenger.

#### Forces du centre (Oran)
Forces terrestres :

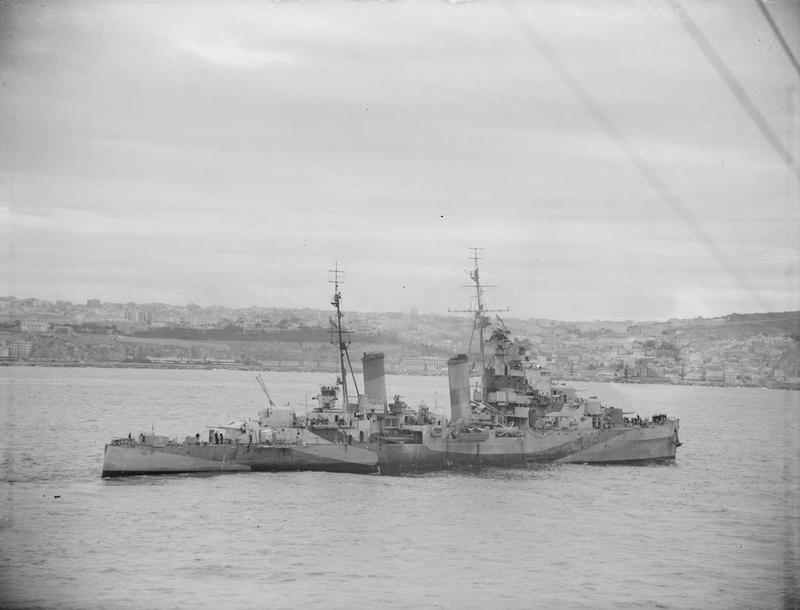
HMS Sirius devant Oran.

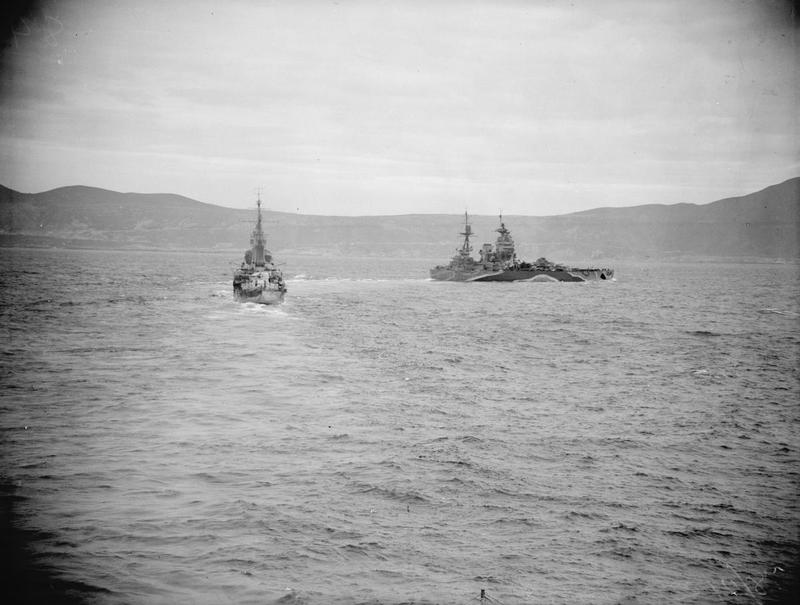
HMS Rodney et Sirius devant Oran.

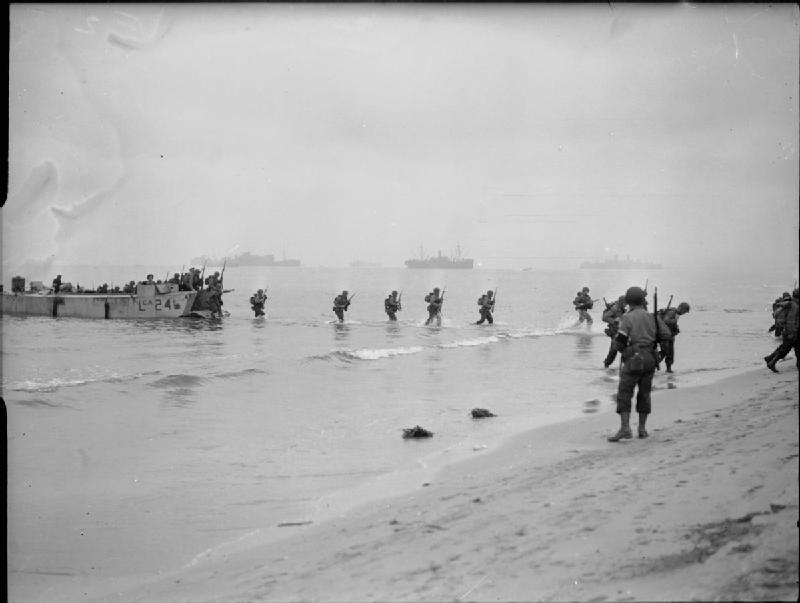
Débarquement sur une plage oranaise.

- Commandement : général de division (Major General) Lloyd Fredendall ;
- Effectif : 39 000 Américains ;
  - 1re division blindée américaine sous le commandement du général de division (Major General) Orlando Ward (en) ;
  - 1re division d'infanterie américaine sous le commandement du général de division (Major General) Terry Allen ;
  - 701e bataillon de chasseurs de chars ;
  - 105e et 106e bataillons d'artillerie côtière ;
  - 1er bataillon de rangers.
- Objectif : Oran (Algérie temps de la France). La ville est divisée en 3 zones :
  - Zones X à l'ouest d'Oran ;
  - Zone Y face à la ville ;
  - Zone Z à l'est.

Forces navales :
- Commandement : contre-amiral (Rear Admiral) sir Thomas Troubridge ;
- Flotte de haute mer :
  - HMS Largs (transport et quartier général) ;
  - HMS Aurora (croiseur) ;
  - HMS Jamaica (croiseur) ;
  - HMS Delhi (croiseur) ;
  - HMS Rodney (cuirassé) ;
  - HMS Furious (porte-avions) ;
  - HMS Biter (porte-avions) ;
  - HMS Dasher (porte-avions);

11 destroyers et 6 corvettes.
- Flotte de protection et d'opération :
  - HMS Nelson (cuirassé) ;
  - HMS Duke of York (cuirassé) ;
  - HMS Renown (croiseur de bataille) ;
  - HMS Victorious (porte-avions) ;
  - HMS Formidable (porte-avions) ;

4 croiseurs, 17 destroyers, 8 dragueurs de mines, 15 navires de débarquement pour l'infanterie, 3 tankers, navires anti-aériens et 140 navires de transport.
Forces aériennes :
- Commandement : général de division (Major General) James Doolittle (US) ;
- Appareils : torpilleurs Fairey Albacore et chasseurs Hawker Hurricane. L'aviation embarquée se compose de 180 appareils.

#### Forces est (Alger)
Forces terrestres :
- Commandement : général de corps d'armée (Lieutenant General) Kenneth Arthur Noel Anderson ;
- Effectifs : 33 376 hommes, dont 23 000 étaient britanniques et destinés pour la plupart (20 000 hommes), sous l'autorité du général Anderson, à ne débarquer qu'une fois Alger prise, afin de marcher sur la Tunisie. Comme, lors du débarquement, 7 000 des Américains allaient rester en réserve à bord, seuls quelque 7 000 Américano-Britanniques allaient donc participer de façon effective au débarquement ;
  - Sous le commandement du général de division (Major-General) Charles Ryder :
    - 34e division d'infanterie américaine (168e régiment) ;
    - 78e division d'infanterie britannique (11e brigade) ;
    - 9e division d'infanterie américaine (39e régiment) ;
    - 1er et 6e bataillons commandos américano-britanniques[15].
- Objectif : Alger (Algérie). La ville est divisée en trois zones :
  - Zones A et B : ouest de la ville ;
  - Zone C : est de la ville.

Forces navales :
- Commandement : vice-amiral d'escadre (Vice-Admiral) Sir Harold Burrough ;
- Flotte de haute mer :
  - HMS Bulolo (croiseur et quartier général) ;
  - HMS Avenger (porte-avions) ;
  - HMS Argus (porte-avions) ;
  - HMS Sheffield (croiseur) ;
  - HMS Scylla (croiseur) ;
  - HMS Charybdis (croiseur).
- Flotte de protection et d'opération : environ 13 destroyers, 3 sous-marins, 4 corvettes, 3 sloops, 4 dragueurs de mines, 3 navires anti-aériens, 11 navires de débarquement pour l'infanterie, 18 transports de troupe.

Forces aériennes :
- Commandement : général de corps d'armée (Air Marshall) Sir William Welsh (en) (Royaume-Uni) ;
- Appareils : chasseurs Seafires et chasseurs Hurricanes.

### Dernières dispositions
La réussite de l’opération dépendait en grande partie du comportement des troupes françaises de l'armée d'Afrique (110 000 hommes en comptant les supplétifs algériens) stationnées sur les différents sites de débarquement.
Si la présence des forces italiennes et allemandes était bien réelle, celles-ci n'opéraient qu'à l'Est de la Tunisie (en Libye). Alors que les objectifs alliés se situaient tous en des territoires sous contrôle français, le doute n'était toujours pas levé chez les dirigeants américains, quant à l'attitude de l'armée d'Afrique. Les membres de l'armée de Vichy gardaient encore les très mauvais souvenirs de leurs confrontations avec les Britanniques : la destruction de l'escadre de Mers el-Kébir (3 juillet 1940), leur défaite dans la campagne de Syrie (1941) plus le fiasco de Dakar où le général de Gaulle en personne avait assisté à la forte résistance des soldats de Vichy positionnés à Dakar , et l'occupation de Madagascar (mai-novembre 1942) où les combats continuaient encore. Les positions du général Juin, commandant des forces françaises d'Afrique du Nord, et du général Noguès, résident général au Maroc, représentaient également des inconnues.
Les accords avec la résistance étaient justement destinés à parer toute réaction négative des troupes françaises qui disposaient de 50 chars opérationnels mais à la technologie vieillissante, 500 avions de chasse Dewoitine D.520 (de force équivalente aux avions anglais et américains). Mais Roosevelt et Eisenhower, se fiant aux rapports optimistes du consul des États-Unis à Alger, Murphy, ne perdaient pas l'espoir d'obtenir au dernier moment le ralliement des autorités françaises sur place. Pour cela, les dirigeants alliés comptaient beaucoup sur le général Giraud, auquel ils réservaient le commandement des forces françaises stationnées en Afrique du Nord.
Or, si Giraud, au moment de sa décision ultime, avait finalement accepté un débarquement limité à la seule Afrique du Nord, il continuait à compter sur le commandement en chef des troupes d’invasion, bien que n'ayant reçu aucune réponse à ce sujet. En réalité cette condition ne pouvait en aucun cas être satisfaite par les Alliés. Il leur était en effet impossible de confier, 24 heures à l'avance, le commandement d'une opération militaire particulièrement complexe à un général de langue étrangère, ignorant des préparatifs et des moyens d'intervention en jeu. Giraud n'en fut pas moins révolté lorsqu'il apprit, dans le sous-marin qui le conduisait à Gibraltar, que la fonction réclamée par lui avait été attribuée à un autre. C'est ainsi que, le 7 novembre 1942, Eisenhower dut perdre de précieuses heures à discuter avec Giraud d'une décision qui ne pouvait être révoquée. Quant à ce dernier, il s'attarda pendant deux jours à Gibraltar pour marquer son mécontentement, sans tenir compte des résistants qui allaient l'attendre vainement le lendemain, à Alger, pour lui remettre la ville neutralisée pendant la nuit. Le même soir l'opération commençait, tant du côté de la résistance que de celui des forces de débarquement alliées. Ainsi l'action de la résistance allait-elle s'effectuer sans Giraud.
Le 8 novembre 1942, à l'aube, les premiers vaisseaux de l'opération Torch abordèrent les plages d'Afrique du nord. La flotte alliée avait atteint sans encombre ses différents objectifs, à la surprise de ses équipages, sans avoir été inquiétée par les sous-marins de l'Axe, qui l'attendaient plus loin, du côté de Malte. Un seul vaisseau avait été perdu, le Thomas Stone touché par un avion de la Luftwaffe. L'accueil qui serait réservé aux unités alliées par les forces armées vichystes demeurait cependant une inconnue.

## Succès à Alger de la résistance française et du débarquement allié

### Putsch du 8 novembre 1942 à Alger
Après une longue préparation, et en exécution d'accords passés secrètement à la conférence de Cherchell,,,, le 23 octobre 1942 entre la résistance algéroise et le commandement allié, 400 résistants français, dont les deux tiers étaient des Juifs,,,, ont neutralisé, le 8 novembre 1942, les batteries côtières de Sidi-Ferruch et le 19e corps d'armée française d'Alger pendant une quinzaine d'heures. L'action des résistants d'Alger contre les Français fut baptisée quelques mois plus tard « putsch » par ses auteurs, lorsqu'ils s’avisèrent qu'il avait été exécuté un 8 novembre, c'est-à-dire le même jour que le putsch manqué qu'Hitler avait mené à Munich en 1923.
Ils avaient pour cela occupé, pendant la nuit, la plupart des points stratégiques. Simultanément, l'un de leurs groupes, composé d'élèves du Lycée de Ben Aknoun commandés par l'aspirant de réserve Pauphilet, avait réussi à arrêter le général Juin,,,, commandant en chef en Afrique, ainsi que l'amiral Darlan,,,, inopinément présent à Alger cette nuit-là.
Ce putsch, par lequel la résistance algéroise neutralisa pendant plusieurs heures les autorités civiles et militaires vichystes en Afrique du Nord, le 8 novembre 1942, allait d'abord avoir, sur le plan militaire, les deux conséquences essentielles recherchées :
- le succès du débarquement allié ;
- le retournement de l'armée d'Afrique, qui, après trois jours de combat sanglant contre les Alliés, terminera finalement la guerre dans l'autre camp.

Ce succès militaire de la résistance (Pieds-Noirs et Juifs) et du débarquement ne se révèlera qu'à la longue une réussite sur le plan politique après :
- la neutralisation momentanée des autorités françaises par les résistants, suivie de leur ralliement ;
- la création à Alger du Haut-commissariat de France en Afrique, puis en février 1943 du Commandement en chef français civil et militaire, qui maintient dans un premier temps la législation vichyste.

Cette dernière autorité, sous la pression des Alliés, sera ensuite contrainte à se démocratiser pour conduire l'effort de guerre contre l'Allemagne. Au point qu'après avoir fusionné, non sans peine, avec le Comité national français de Londres, elle passera en quelques mois sous l'autorité du général de Gaulle, devenu le seul dirigeant du Comité français de libération nationale.
La prise d'Alger par les résistants a donc été un véritable coup d'État, malgré ses résultats politiques différés, et l'un des rares cas réussis de coup d'État de civils contre des militaires, d'où son surnom local dans les mois suivants de « Coup du 8 novembre ».
Cette neutralisation pendant 15 heures d’un corps d’armée, par des civils, a souvent été occultée, mais comme le note Christine Levisse-Touzé, elle a conditionné une des premières grandes victoires alliées sur le front occidental.
Cette opération a été remportée par des civils mal armés sur des généraux. Aussi ceux-ci n'ont-ils pu qu'en être humiliés, les uns pour s'être laissés arrêter à Alger, et les autres pour avoir tiré pendant trois jours sur les Alliés et livré sans combat la Tunisie aux Allemands, avant de se décider à reprendre la guerre contre l'Allemagne.
Les diplomates et généraux américains ont eu tendance à omettre ou à minorer le rôle de la résistance pied-noire dans leurs récits ultérieurs de l'opération Torch.

### Organisation du putsch
À Alger, le 6 novembre 1942, les principaux chefs de groupe de la résistance se rencontrèrent pour la première fois, au QG de la conjuration, chez le Pr Henri Aboulker, au 26 de la rue Michelet : Jean Athias, André Morali-Daninos, Maurice Ayoun, Paul Ruff, Raphaël Aboulker et le capitaine Pillafort.
José Aboulker les présenta alors à Henri d'Astier de La Vigerie et au colonel Germain Jousse, qui leur exposèrent les buts de la conjuration et les invitèrent à commencer la mobilisation de leurs hommes. Plusieurs se connaissaient de longue date mais ignoraient leur appartenance au même complot, tant le secret avait été rigoureusement respecté.
La résistance s'était engagée, à la conférence de Cherchell, à neutraliser, pendant au moins 2 heures, les éléments algérois du 19e corps d'armée, soit quelque 12 000 hommes, dont 5 000 à Alger (et une partie dans les garnisons de Blida et Koléa), sans parler de près de 2 000 membres du Service d'ordre légionnaire, créé par Joseph Darnand, et du Parti populaire français de Jacques Doriot, directement armés par les commissions d'armistice de l'Axe. Simultanément devraient être réduites au silence les batteries du fort de Sidi-Ferruch, principal site du débarquement.
Pour atteindre ces objectifs, les résistants allaient pouvoir, grâce au colonel Jousse, major de garnison, retourner contre les autorités de Vichy leur propre plan « M.O. » (plan de maintien de l'ordre), destiné par ces dernières à repousser toute intervention alliée : ce plan visait en effet à faire occuper, en cas de débarquement, les différents points stratégiques par les membres du SOL de Darnand, porteurs de brassards spéciaux revêtus des lettres VP (Volontaires de Place), de façon à permettre aux forces de Vichy, sachant leurs arrières assurés, de porter tout leur effort contre les forces alliées et de les rejeter à la mer. Mais ce fut finalement le contraire qui advint, car ce furent les résistants qui, pourvus des brassards « VP » allaient appliquer le plan MO, à leur façon. Cependant, les armes promises à Cherchell (750 pistolets mitrailleurs Sten) avaient vainement été attendues sur les plages, par suite d'une mauvaise indication des points de livraison au commandant de la corvette britannique chargée de les débarquer. Les résistants ne disposèrent donc pour remplir leur mission que de vieux fusils Lebel cachés aux commissions d'armistice, grâce au colonel Jousse.
Les chefs de groupe repassèrent au QG le lendemain, 7 novembre, pour rendre compte des premiers résultats de leur mobilisation. Ces résultats s'annonçaient en baisse par rapport aux prévisions, en raison de l'absence des armes américaines promises. On ne misait plus sur 800 volontaires, mais sur 600 seulement. Ces chefs de groupe reçurent leurs ordres de mission et leurs dernières instructions en vue de rassembler leurs groupes dans la soirée, et d'aller ensuite occuper les points relevant de leurs différents secteurs et sous-secteurs. Les brassards officiels VP leur furent remis. Ils allaient les distribuer aux volontaires, avec leurs fusils, dans les véhicules qui allaient les transporter vers leurs objectifs.
Les membres du cercle Géo Gras partirent pour la plupart du 11 rue Bab-Azoun, où habitaient Emile Atlan au 3e étage, et Raphaël et Stéphane Aboulker au 4e étage (cousins de José et fils du Pr Charles Aboulker, célèbre chirurgien mort en 1938). Des armes étaient cachées chez Emile et Florence Atlan, armuriers rue de Chartres, dont l'armurerie avait dû être fermée à la suite des lois raciales de Pétain.
Des auteurs, ont décrit la participation d'un « groupe des cinq » (ou « comité des cinq ») à cette action de Résistance, dont l'industriel Jacques Lemaigre Dubreuil, Jean Rigault, ancien secrétaire de ce dernier,, Jacques Tarbé de Saint-Hardouin,, le colonel Alphonse Van Hecke (nommé par Pétain à la tête des Chantiers de jeunesse en Afrique du Nord) et d'Henri d'Astier de La Vigerie,. Mais seul ce dernier, parmi les « Cinq », a véritablement unifié la Résistance en Afrique du nord,,,,, tandis que le putsch d'Alger a été dirigé par le jeune José Aboulker et le colonel Germain Jousse.
En fait, le 8 novembre 1942, trois des « Cinq » allaient disparaitre d'Alger, tandis qu'un autre, Lemaigre-Dubreuil, allait attendre Giraud à Blida. Seul Henri d'Astier était à Alger le jour du putsch et a participé aux arrestations et occupations de points stratégiques effectuées par José Aboulker, Germain Jousse, Bernard Karsenty et leurs 400 camarades. Par ailleurs, la participation des Chantiers de jeunesse dans cette action se limite alors à huit de leurs membres sur environ 400 résistants.

### Prise d'Alger par les résistants français
Finalement, seuls quelque 400 volontaires, dont plus des deux tiers étaient juifs, se présentèrent aux points de rendez-vous selon les groupes et sous-groupes auxquels ils appartenaient (A, B, C, D, E, etc.). Leur effectif réduit ne les empêcha pas d'occuper presque tous les points stratégiques sans coup férir. Peu après 1 h 30 du matin, ces résistants, auxquels on avait distribué en cours de route les brassards officiels VP destinés normalement aux militants collaborationnistes, avaient atteint, puis occupé leurs objectifs : munis d'ordres de mission signés du général Mast ou du colonel Jousse, leurs chefs de groupe ou de secteurs, dans leurs uniformes d'officiers ou de sous-officiers de réserve, avaient relevé sans difficulté les différents postes de garde vichystes, et s'étaient installés dans les casernes, à l'arsenal, dans les centraux téléphoniques, dans les commissariats de police, au Gouvernement général, à la Préfecture et à Radio Alger.
Le jeune José Aboulker (22 ans), accompagné d'une vingtaine de camarades, avait occupé le commissariat central, après l'installation préalable d'un nouveau commissaire central, nommé par le général Mast, en vertu de l'état de siège. Aboulker, accueilli par ce nouveau maître des lieux, le commissaire Esquerré, s'installa immédiatement au standard téléphonique.
De là un contact suivi fut établi vers 1h50 avec les différents chefs de groupes, qui rendirent compte, les uns après les autres, de l'exécution de leurs missions respectives :
- Bernard Pauphilet, chargé de se rendre à la Villa des Oliviers, résidence du Commandant supérieur des troupes ;
- Jacques Zermati, chargé d'occuper la préfecture ;
- Jean Dreyfus, chargé d'occuper la Grande Poste ;
- Paul Ruff, chargé du central téléphonique du Champ de Manœuvre ;
- le colonel Jousse et Mario Faivre, chargés de relever le commandant du 19e corps d'armée ;
- Lucien Adès, chargé d'accueillir le débarquement à Sidi- Ferruch ;
- Lemaigre-Dubreuil, chargé d'attendre à Blida le général Giraud.

Seuls l'Amirauté et l'état-major de la Marine, à l'Hôtel Saint-Georges, n'avaient pu être pris en raison du manque d'effectifs. Néanmoins, les jeunes gens du lieutenant Cohen, chargés d'occuper l’état-major de place, allaient réussir à fermer l'entrée de l'amirauté pendant toute la nuit, tandis que le volontaire Rager, accompagné de 15 amis allait bloquer les issues de l'état-major de la Marine, où se trouvait l'amiral Moreau.
Pendant que tous les autres points stratégiques étaient occupés, un groupe de policiers résistants dirigé par le commissaire Achiary s'était chargé de neutraliser les personnalités civiles collaborationnistes. Dans le même temps, d'autres groupes de volontaires se chargeaient d'arrêter ou d'encercler dans leurs résidences les généraux au-dessus de trois étoiles (les généraux Juin, Mendigal, Koeltz, ainsi que l'amiral Fenard). Ainsi espérait-on faire passer automatiquement le pouvoir militaire au général Mast, en attendant l'arrivée de Giraud. Mais, lorsque le sous-lieutenant Imbert et son groupe eurent occupé l'état-major de division, ils n'y trouvèrent point le général Mast.
De son côté, vers 2 h du matin, le général de Montsabert chef de la garnison de Blida, rallié par Mast à la conspiration, se chargea d'intervenir, avec un détachement de ses tirailleurs algériens, à l'aérodrome de Blida. Il importait de neutraliser cet aérodrome du point de vue stratégique, et, de plus, c'était là que Giraud devait atterrir. Mais le nom de Giraud ne produisit aucun effet sur le colonel d'aviation Montrelay, qui refusa de laisser Montsabert s'y installer. C'est ainsi qu'un face-à-face menaçant s'établit pendant plusieurs heures à Blida, entre les soldats de l'Armée de l'air et les tirailleurs algériens de Montsabert. À Sidi-Ferruch, un autre des rares officiers d'active résistants, le colonel Baril, avait réussi à en faire occuper le fort par l'une de ses compagnies, et à en neutraliser les batteries contrôlant les plages, si bien que les forces de débarquement alliées allaient pouvoir y prendre pied sans aucune perte. Le mot de passe était « whisky » et la réponse était « soda ». Les autres points de débarquement se situaient à la Pointe Pescade, à l'entrée ouest d'Alger et sur les plages du Cap Matifou, de l'autre côté de la ville.

### Difficultés des forces de débarquement

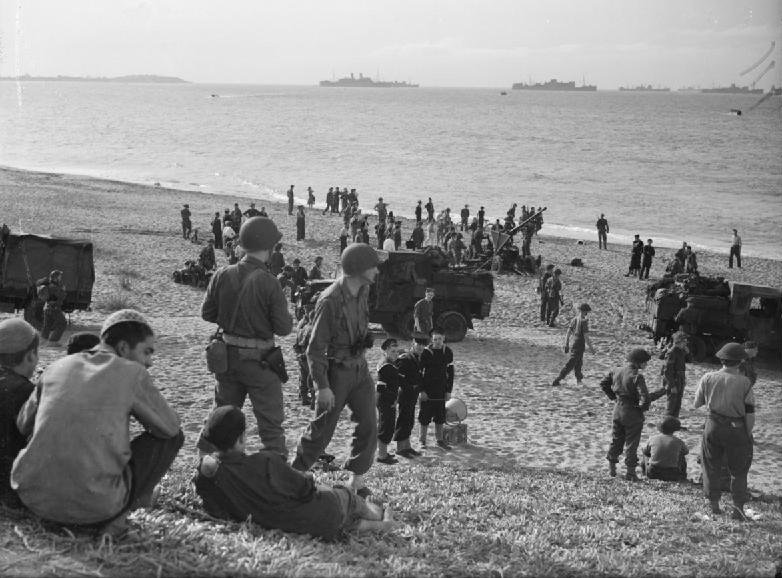
Marins britanniques et soldats américains sur la plage près d'Alger, en novembre 1942.

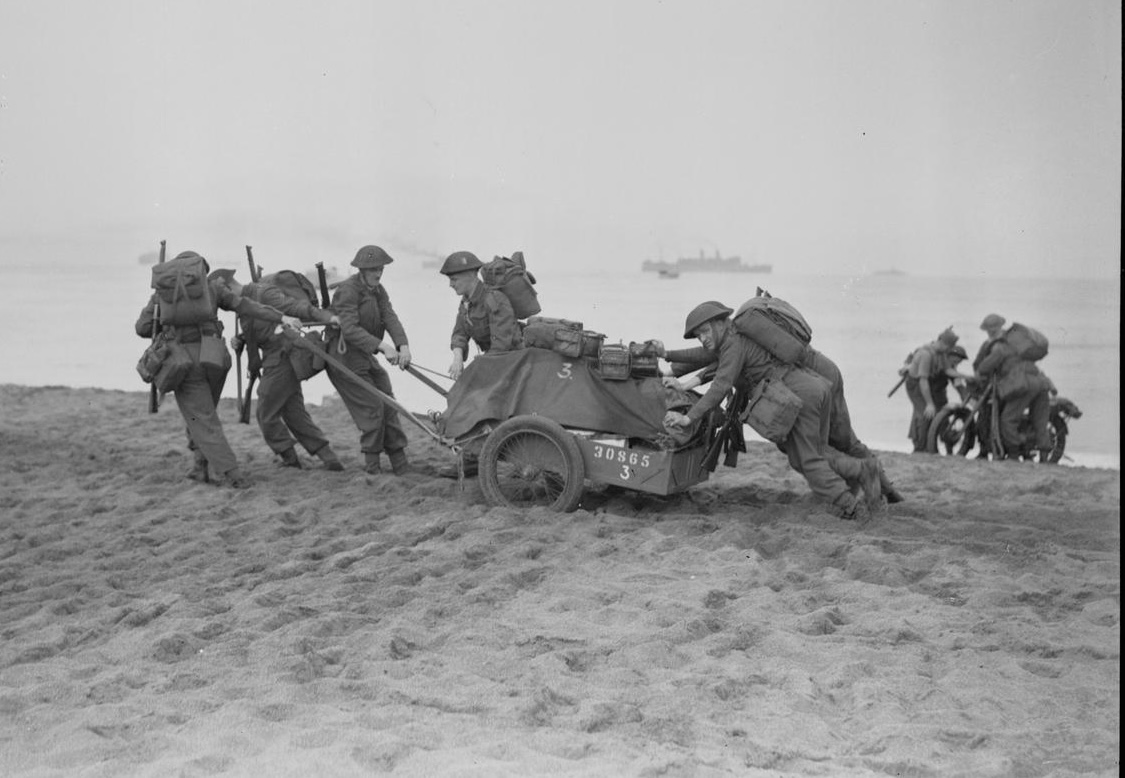
Troupes britanniques débarquées à Alger tractant leur matériel, en novembre 1942.

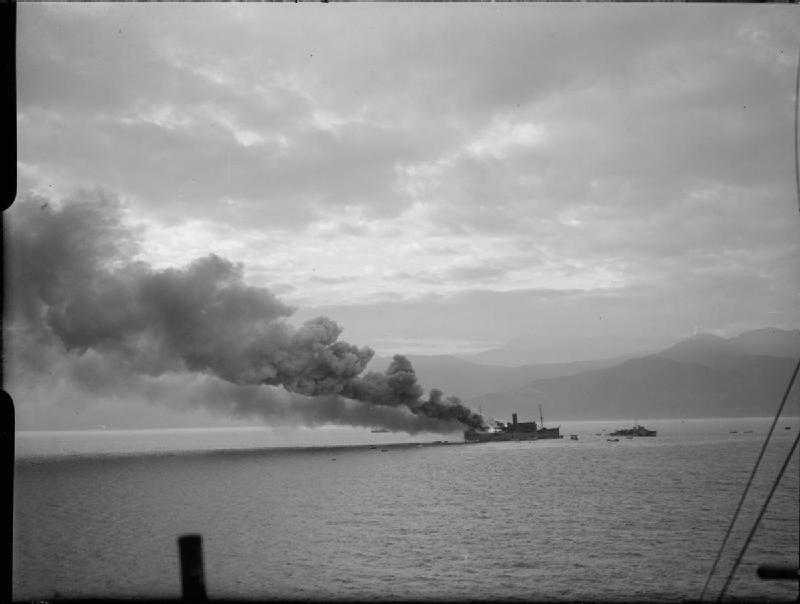
Le Royal Navy Karanja en feu après une attaque vichyste dans le port de Bougie pendant le débarquement, en novembre 1942.

C'est avant d'atteindre le rivage que de nombreux soldats du général américain Ryder allaient perdre la vie cette nuit-là. En effet, la mer était agitée et la nuit très noire. Or, les pilotes des barges de débarquement, qui allaient ultérieurement faire leurs preuves en Normandie, n'avaient pratiquement subi aucun entrainement, faute de temps. Si bien que de nombreuses barges chargées de soldats lourdement équipés cognèrent les coques des navires, s'entrechoquèrent, ou furent mal amarrées sur les plages de débarquement et rejetées par la mer sur celles qui les suivaient. Aussi nombre de ces embarcations se retournèrent et coulèrent avec leurs occupants. De ce fait, les soldats survivants débarquèrent en nombre plus réduit que prévu, tandis que les barges de matériel furent jetées sur d'autres plages que celles où prenaient pied les soldats chargés de les utiliser.
Dans ces conditions, le général Ryder, qui pendant des heures ne disposa d'aucun véhicule, n'osa pas, malgré les objurgations des envoyés de la résistance, marcher immédiatement sur Alger. Et par la suite, lorsqu'il se mit en route, il se borna, conjointement avec ses forces débarquées à l'est de la ville, à encercler celle-ci par les hauteurs sans y pénétrer. En vérité, désemparé par ses pertes en mer, il ne parvint pas à admettre que quelques centaines de volontaires civils avaient réellement pu s'emparer d'une ville défendue par un corps d'armée. Du moins, le colonel Baril, qui avait aussi réquisitionné plusieurs camions les jours précédents, les mit-il à la disposition d'un commando britannique, qui put partir dans l'après-midi pour l'aérodrome de Blida. Il y parvint à point pour soutenir les hommes de Montsabert. Le colonel Montrelay accepta alors de neutraliser sa base. Mais Giraud n'arriva pas. Si bien que les résistants qui occupaient les points stratégiques allaient attendre sans son soutien, leur relève par les alliés.

### Capture de Juin et Darlan par les résistants
Vers une heure du matin, le consul Murphy s'était rendu à la villa des Oliviers pour remettre un message du président Roosevelt au général Juin, commandant en chef en Afrique du Nord. Sa résidence avait été préalablement encerclée par un groupe de lycéens de terminale du lycée de Ben Aknoun, commandés par le jeune aspirant de réserve Bernard Pauphilet. Le message de Roosevelt demandait à l'armée d'Afrique d'accueillir les forces des États-Unis en amies et de se joindre à elles pour libérer la métropole. Furieux, il rejeta la demande de Murphy. Puis il ajouta que Darlan, son supérieur, étant à Alger, c'était de toute façon à lui qu'il convenait de transmettre le message de Roosevelt. Darlan, en effet, avait été appelé à Vichy, la veille, pour venir d'urgence à Alger, au chevet de son fils Alain . Celui-ci, qui semblait à l'article de la mort, avait été installé dans le poumon d'acier de l'hôpital Maillot, à la suite d'une attaque de « paralysie infantile » (poliomyélite). Darlan rejoignit alors Juin à la villa des Oliviers, où les jeunes conjurés le laissèrent pénétrer. Entrant dans une violente colère, il rejeta, lui aussi, la demande de Roosevelt. Henri d'Astier survint peu après et informa les deux officiers généraux qu'ils étaient prisonniers, avant de se retirer.

### Riposte vichyste
Peu après le départ d'Astier, l'amiral Darlan laissa entendre que le maréchal Pétain pourrait peut-être prendre une décision favorable et demanda à Robert Murphy l'autorisation d'envoyer une lettre à l'amirauté, en donnant sa parole d'officier qu'elle n'aurait aucun caractère militaire. En réalité, tout en invitant l'amiral Leclerc, destinataire du message, à le faire parvenir télégraphiquement à Philippe Pétain, il lui donnait bel et bien, dans le dernier paragraphe de cette lettre, l'ordre de résister aux Alliés. En outre, en demandant expressément l'envoi de son télégramme en « clair », c’est-à-dire sans le coder, il avertissait du même coup les services d'écoute allemands de l'intervention alliée. Murphy se laissa convaincre et donna son accord, mais le porteur de ce message s'arrêta en chemin au Q.G. de la Résistance, au 26 de la rue Michelet. Là se trouvait le lieutenant abbé Cordier, compagnon d'Henri d'Astier de La Vigerie, auquel il venait rendre compte de la neutralisation du Central militaire protégé. Or, Cordier, comme les autres résistants, n'avait aucune confiance en l'amiral Darlan. Aussi intercepta-t-il ce message. Mais une demi-heure plus tard, François Darlan envoyait une seconde lettre à l'amirauté, avec l'assentiment renouvelé de Robert Murphy, et celle-ci y fut directement portée. À la réception de cette lettre, apportée par un vice-consul américain, les forces navales de l'Amirauté ouvrirent immédiatement le feu sur le commando du colonel américain Swenson, qui venait de débarquer dans le port d'Alger.
C'est pourquoi, vers trois heures du matin, des détonations retentirent, deux destroyers alliés avaient réussi à s'introduire, et à débarquer sur l'une des jetées un détachement de 300 marines dirigés par le colonel Swenson. Le but de ce débarquement était de s'emparer du port, pour le maintenir intact, afin qu'il puisse immédiatement être utilisé pour débarquer les renforts alliés. L'artillerie de l'amirauté, en canonnant les bâtiments alliés, réveilla alors tout Alger. Quant à la gendarmerie maritime de François Darlan, après avoir tué une douzaine de soldats alliés, elle ne parvint pas à l'emporter face aux commandos bien armés. C'est seulement beaucoup plus tard, que, avec l'aide des blindés du 5e chasseurs, les forces vichystes allaient pouvoir neutraliser le commando Swenson.

### Arrestation des responsables vichystes
Le bruit des détonations avait réveillé la population. Alors beaucoup d'Algérois tentèrent de téléphoner pour s'informer. Mais les communications civiles avaient été coupées par les volontaires du groupe de Paul Ruff qui avaient occupé le central téléphonique. Aussi les personnalités locales, désireuses de s'informer, se retournèrent-elles vers les commissariats de police, où fonctionnait toujours la ligne officielle qui les reliait au commissariat central. Là, José Aboulker, Bernard Karsenty ou Guy Calvet qui recevaient leurs appels, leur répondaient que l'on avait besoin d'eux, et les invitaient à venir rapidement au commissariat central pour y organiser la riposte. Ces personnalités s'empressaient d'accourir et, à leur arrivée, les volontaires de garde les saluaient respectueusement. Après quoi, aussitôt entrés, ils étaient poussés dans les cachots, sous les quolibets des jeunes résistants.
C'est ainsi que le secrétaire général du gouvernement général Ettori, qui, en l'absence du gouverneur Châtel, dirigeait l'administration, vint spontanément se faire capturer par les résistants. Un autre officiel, le général Roubertie, passant par là, vint féliciter, au vu de leurs brassards VP, un groupe de volontaires pour leur bonne tenue. Ceux-ci le remercièrent de sa bienveillance et l'arrêtèrent. À la préfecture, le chef de la Légion Breuleux, réputé collaborationniste, vint lui aussi se mettre à la disposition de l'administration et subit le même sort.
Cependant, au fur et à mesure que le temps passait, les chefs des groupes de volontaires, inquiets de ne pas être relevés par les alliés, téléphonaient eux aussi au commissariat central pour demander des nouvelles. José Aboulker répondait à leurs appels impatients en leur décrivant les étapes d'une lente et imaginaire progression américaine vers Alger.

### Répression manquée du putsch
Les colonels, réveillés par les détonations du port, se rendirent compte de la coupure des lignes téléphoniques normales et de la présence de volontaires civils bloquant l'entrée de leurs casernes. Au lieu de réagir, ils s'enfermèrent dans ces casernes, « en attendant les ordres », et pas un n'eut d'initiative avant 6 heures du matin.
Seul le chef de cabinet du général Alphonse Juin, le commandant Dorange, partisan déclaré du gouvernement de Vichy, fit preuve d'initiative lorsque, au retour d'une soirée, il eut la surprise de voir des civils armés monter la garde devant l'état-major de place. Ces civils portaient des brassards VP destinés à la mise en œuvre du plan MO. Or, si un tel plan avait été déclenché, même à titre d'exercice, Dorange aurait dû le savoir. Aussi s'adressa-t-il au lieutenant-médecin, qui commandait ces volontaires, et, après s'être fait reconnaître, lui demanda-t-il d'expliquer sa présence. Ce dernier, le lieutenant André Cohen, le fit dans les formes réglementaires, et lui présenta alors son ordre de mission signé du général Mast. Le nom de Cohen porté par cet officier, alors que tous les officiers juifs avaient été chassés de l'armée par le régime de Vichy, ne pouvait que paraître suspect au commandant Dorange. C'est pourquoi, lorsqu'il entendit les premiers coups de canons, ses soupçons devinrent certitude. C'est alors qu'il déclencha la répression.
Dorange dut pour cela rejoindre la caserne de la 7e légion de la Garde mobile, sur les hauteurs d'Alger, et demanda son intervention rapide. Le colonel Zwinglin, qui la commandait, se rendit alors vers 5 h 30 du matin, avec un escadron motorisé, à la villa des Oliviers, où le général Alphonse Juin et l'amiral Darlan étaient en résidence surveillée. François Darlan et Alphonse Juin avaient reçu un choc en constatant l'apparition subite de la marine américaine devant leurs ports d'Afrique du Nord, alors qu'ils la croyaient hors d'état de lancer une attaque transatlantique avant le printemps 1943. Et ils étaient plus encore démoralisés, lorsqu'ils se rendirent compte de leurs séquestration par de jeunes civils en armes. Aussi, passant d'un extrême à l'autre, surestimaient-ils, pendant toute la nuit et la journée suivante, la force des résistants, ainsi que celle des forces alliées.. L'arrivée du colonel Zwinglin surprit les jeunes résistants. Ceux-ci, qui avaient reçu comme les autres volontaires l'ordre de ne pas verser le sang français, ne résistèrent pas. Ils furent presque tous capturés et menacés d'être fusillés, ainsi que les représentants des États-Unis encore sur place.
C'est pourquoi, une fois François Darlan et lui-même libérés, le général Juin donna l'ordre à la Garde mobile, aux chars du 5e Chasseurs et au 13e Sénégalais de reconquérir, avant tout, les positions tenues par les volontaires. Aussi lancèrent-ils leur contre-offensive contre les volontaires civils, au lieu d'attaquer immédiatement les Américains encore présents sur les plages.
De plus, le sentiment d'insécurité du général Juin fut tel qu'il alla s'installer à l'abri du Fort-L'Empereur pour y diriger, dans les plus mauvaises conditions, la reconquête d'Alger, au lieu de se rendre au Palais d'hiver (le Dar Hassan Pacha) où se trouvait son Q.G. opérationnel normal. Il perdit en outre son temps à recevoir ses colonels qui, au lieu de se mettre à la tête de leurs troupes, vinrent justifier leur inaction. Quant à Darlan, en réponse à un télégramme lui offrant une aide de l'aviation allemande, il adressa à Vichy un télégramme demandant à la Luftwaffe de bombarder les transports alliés au large d'Alger.
Parallèlement, entre 3 h et 6 h du matin, le commando du colonel Swenson, débarqué dans le port, avait remporté plusieurs succès. Aussi l'amiral Darlan demanda-t-il, pour le réduire, des renforts qu'il ne reçut que progressivement. L'arrivée des premiers renforts permit d'abord le succès de la contre-offensive menée par les gendarmes maritimes de Darlan contre les résistants qui occupaient l'état-major de place, d'où ils bloquaient aussi l'entrée de l'Amirauté depuis plusieurs heures. À 7 h 30, renforcés par des Sénégalais qui avaient bouché toutes les issues, les gendarmes de Darlan attaquèrent les résistants français. Ceux-ci, qui s'étaient d'abord refusé à riposter, furent tirés au fusil mitrailleur et obligés de faire feu à leur tour avec leurs faibles moyens, pour ralentir leurs adversaires. Les marins mitraillèrent même ceux qui tentaient de s'échapper en se jetant à la mer. Finalement, les volontaires furent capturés et enchaînés, sans soins pour les blessés, dans les cachots de l'Amirauté. Par contre, face aux commandos américains bien armés, les marins de Darlan reculèrent d'abord jusqu'à ce que, vers 11 h, ils aient reçu le renfort du 5e Chasseurs et de ses automitrailleuses, auxquelles s'étaient joints 2 chars.
Auparavant, deux groupes d'automitrailleuses du 5e Chasseurs étaient d'abord venus vers 7 h encercler la Grande poste, commandée par le lieutenant Jean Dreyfus et le volontaire Boillat, inspecteur des postes, tandis que les Gardes mobiles de Zwinglin, accompagnés de Dorange, toujours en civil mais mitraillette au poing, s'étaient présentés devant le 19e corps. Ce poste était tenu par le capitaine Pillafort, résistant et vieux baroudeur.
Les chefs de groupe, informés de la contre-offensive vichyste, téléphonèrent alors au Commissariat central pour demander ce qu'ils devaient faire. Une lourde responsabilité pesa alors sur José Aboulker, leur chef de 22 ans. Il y fit face en répondant aux chefs de groupes que leur opération était réussie, puisque les Alliés avaient, grâce à leur action, débarqué sans opposition, et progressaient tout autour d'Alger. Dans ces conditions, il n'y avait pas lieu de résister, mais simplement de n'abandonner leurs positions que le plus tard possible, en essayant de parlementer pour gagner du temps. Ainsi serait retardée d'autant la mobilisation des forces vichystes et leur réaction contre les forces alliées.
À la Grande Poste, un premier tir de mitrailleuse des hommes de Juin, auquel les volontaires ne répondirent pas, prit fin à 8 h. Un parlementaire du 5e Chasseurs s'approcha alors de la poste. Jean Dreyfus vint alors à sa rencontre, et fut sommé de se rendre. Il rejeta l'ultimatum ainsi formulé, et exhorta son interlocuteur à reprendre le combat contre l'Allemagne, seul véritable ennemi, après quoi Dreyfus se retourna pour rejoindre ses camarades. C'est alors que l'adjudant-chef Constant du 5e Chasseurs lui tira une balle dans le dos. Les camarades de Dreyfus, le voyant s'écrouler, quittèrent alors leur position, pour venir à son secours, et les vichystes en profitèrent pour réoccuper la Grande Poste.
Le sacrifice de Jean Dreyfus n'avait pourtant pas été vain. En effet, à l'heure où le 5e Chasseurs assiégeait les volontaires mal armés retranchés dans la Grande Poste, alors que ce régiment aurait dû garder, selon le plan « M.O », l'aéroport de Maison-Blanche, cet aérodrome, le plus important d'Algérie, fut occupé sans résistance, à 7 h 30, par le 39e d'infanterie des États-Unis. Ce succès, joint à la neutralisation de l'aérodrome de Blida par Montsabert, privait les forces vichystes de toute possibilité d'intervention aérienne (39 bombardiers et 50 chasseurs) contre les Alliés.
Au 19e corps, le colonel Zwinglin invita lui aussi les volontaires à se rendre. Mais Pillafort, tenu en joue par les fusils mitrailleurs de 2 gardes mobiles, rejeta lui aussi l'ultimatum et informa Zwinglin de la venue du général Giraud. Dorange voulut alors attaquer, mais Zwinglin adjura Pillafort de se rendre, pour lui éviter la mort dans un combat perdu d'avance. Pillafort répondit alors qu'il préférait mourir que se rendre et tous ses compagnons firent de même. Alors commença un long marchandage. Pour le faire durer, des volontaires sortaient du bâtiment par l'arrière et se présentaient ensuite à l'entrée principale, en affectant de venir de l'extérieur, et en annonçant une arrivée des Alliés de plus en plus proche.
Les résistants obtinrent ensuite un délai d'une heure pour libérer leurs prisonniers, qu'ils s'employèrent à relâcher le plus lentement possible. Le général Koeltz, qui sortit le premier, hurla qu'il fallait fusiller les volontaires. Entre-temps, les derniers prisonniers étaient sortis, et c'est alors qu'il fut annoncé que Giraud parlait à Radio-Alger. En réalité, c'était le docteur Raphaël Aboulker, cousin de José, qui avait remplacé à la Radio Giraud - toujours présent à Gibraltar - et lu un discours censé être prononcé par ce dernier. Ce discours, qui se terminait par le slogan « Un seul but la victoire », dont Giraud se prévaudrait par la suite, allait passer sur un disque de Radio-Alger pendant plusieurs heures. L'appel n'eut cependant pas l'effet escompté par les Alliés, qui avaient surestimé l'impact de son nom.
Après avoir entendu ce discours, les volontaires et les gendarmes entonnèrent ensemble la Marseillaise, et le colonel Zwinglin annonça, passant outre aux protestations de Dorange, que les gardes mobiles arrêtaient les hostilités contre les volontaires. Mais, lorsqu'il se retira, arrivèrent derrière lui les auto-mitrailleuses du 5e Chasseurs, venues de la Grande Poste, où le lieutenant Dreyfus venait de trouver la mort. Après une discussion entre le commandant du 5e Chasseurs et Pillafort qu'il connaissait, un arrangement fut conclu. Aux termes de celui-ci, chacun devrait se retirer de ses positions, et le 19e corps rester vide. Les volontaires de la Grande poste et du 19e corps, ainsi libérés, allèrent alors établir des barrages dans Alger, pour empêcher l'armée de se mobiliser, ou renforcer le Commissariat central.
Vers 10 h 30, Zwinglin, ayant apparemment changé d'avis, se présenta devant la préfecture, avec son escadron, et tenta d'en obtenir la reddition. Les chefs de groupe, Jacques Zermati et Sadia Oualid, en avertirent José Aboulker au Commissariat central. Celui-ci vint alors en renfort, lui-même, avec un groupe de résistants répartis dans cinq voitures, et reprit la négociation avec le colonel. Le but était toujours de retenir les gardes mobiles un maximum de temps, au profit des alliés. Or Aboulker portait en évidence, accrochée à l'épaule, une mitraillette Sten que Murphy lui avait remise, comme échantillon des 750 autres qui auraient dû être livrées, mais que les conjurés avaient vainement attendues sur les plages.
Zwinglin, qui n'avait jamais vu d'arme de ce modèle, interrogea à ce sujet Aboulker, qui lui répondit qu'une grande partie des volontaires en disposait. Le colonel, qui n'avait pas envie de faire massacrer ses hommes par les civils retranchés derrière les murs très solides de la préfecture et disposant de tels engins, devint plus enclin à la négociation. Au terme de celle-ci, il fut convenu que les volontaires se retireraient « avec les honneurs de la guerre », en conséquence de quoi les deux groupes volontaires se replièrent en bon ordre avec leurs armes et deux fusils-mitrailleurs « récupérés »… pour aller renforcer leurs autres compagnons, au Commissariat central.
Lorsqu'Aboulker y rejoignit son P.C., vers 12 h, il apprit que Pillafort était en difficulté à la Colonne Voirol, à la sortie sud d'Alger. Il partit immédiatement le rejoindre avec Bernard Karsenty et un groupe mobile.
Pillafort y avait d'abord été arrêté par des gendarmes qui ne réalisaient pas leur imprudence. Il avait alors rapidement renversé la situation et installé un barrage où, à son tour, il arrêtait les personnalités vichystes tentant de fuir vers l'intérieur. C'est ainsi que furent capturés, entre autres fuyards, l'amiral Moreau, préfet maritime, et le secrétaire général de la préfecture Ordioni. Après quelques heures, le groupe redescendit avec ses prisonniers, au Commissariat central, dans le centre d'Alger, qui tenait toujours.
D'autre part, à 12 h 15, ordre avait été donné aux volontaires du Central téléphonique, menacés par six automitrailleuses, ainsi qu'à ceux de Radio-Alger, d'évacuer ces édifices. Puis, vers 12 h 30, le même ordre fut donné au groupe du Palais d'été du Gouverneur. Les autres points occupés par les volontaires furent évacués à leur tour en début d'après-midi. Mais leur base principale, le Commissariat central, allait rester entre leurs mains jusqu'à la reddition de Juin et Darlan aux alliés, au début de la soirée, sans que les forces vichystes osent tenter de le reprendre, alors que cette position, la plus stratégique de toutes, contrôlait le principal axe de communication d'Alger. Devant cet édifice, Pillafort et Aboulker avaient installé un nouveau barrage sur le boulevard Baudin, et enrayaient, sur cet axe essentiel à la traversée d'Alger, toute mobilisation des troupes de Vichy. D'autres arrestations continuèrent à être effectuées sur ce barrage, où Bernard Karsenty, armé d'une carabine automatique que lui avait offert le général Clark à Cherchell, avait capturé une douzaine de S.O.L. de Darnand qui tentaient de se mobiliser. Pillafort, de son côté, arrêtait, les uns après les autres, plusieurs véhicules militaires, y compris même deux autos-canons, dont les occupants se rendirent sans difficulté. Les volontaires avaient immédiatement mis ces pièces en batterie, bien en évidence, face à l'entrée du Commissariat central.
Mais, peu avant 16 heures, un nouveau véhicule approcha. À bord, le colonel Jacquin, qui somme Pillafort de se rendre, tire sur lui des coups de feu. Pillafort, blessé au foie, tire aussi et ses camarades répliquent, visant la voiture, mais n'atteignant que Jacquin, qui est tué instantanément - la fusillade épargne les autres occupants du véhicule. José Aboulker, qui était étudiant en médecine, prit alors Pillafort dans sa voiture et l'emmena d'urgence à la clinique Solal. Faute de médecins ce dimanche, il y réalisa lui-même l'anesthésie et assista le chirurgien qui fit l'opération. Mais le cas était désespéré et Pillafort allait mourir deux jours plus tard.
C'est seulement vers 18 h, donc après la capitulation d'Alger, que le commissariat central, dernier point stratégique tenu par les volontaires, fut librement évacué par ceux-ci, sans que les vichystes aient tenté de le récupérer. Auparavant, les résistants libérèrent volontairement tous leurs prisonniers. Leur dernier poste avait été tenu 16 heures au lieu des 2 prévues, avec l'aide des agents de police, dont la plupart s'étaient joints aux résistants. Juin, qui surestimait le nombre et la force des putschistes, n'avait rien tenté pour s'emparer de cette position clé. Il ne pouvait toujours pas concevoir, en effet, que si peu de conspirateurs munis de si peu d'armes aient suffi à immobiliser ses milliers de soldats, et à le capturer. Ainsi, peu avant 17 h, les vichystes n'avaient-ils toujours pas repris le contrôle complet d'Alger, au centre de laquelle subsistait la base la plus forte des volontaires.
De leur côté, les hommes du général Ryder, profitant de la concentration exclusive des forces de Vichy contre la résistance et le commando de l'amirauté, avaient achevé l'encerclement d'Alger sans opposition, et commençaient à y pénétrer. Vers 16 h 30, deux de leurs tirs de mortier atteignirent le Fort-L'Empereur.
Au soir du 8 novembre, Juin obtint de Darlan l'autorisation d'ordonner le cessez-le-feu, ce qui permit aux troupes alliées de pénétrer dans Alger sans trop de problèmes. Ainsi le débarquement, très compromis à Oran et au Maroc, comme on le verra, par la violente contre-attaque des forces vichystes, venait-il de réussir à Alger, centre stratégique de l'Afrique du Nord, grâce à la résistance française. Du même coup, les Alliés disposaient, le soir même du 8 novembre, d'un grand port intact, où troupes et matériels allaient pouvoir immédiatement débarquer sur une grande échelle.
Mais ce premier cessez-le-feu concernait seulement Alger : Darlan et Juin, désormais entre les mains des Alliés, allaient refuser pendant trois jours de donner l'ordre de cessez-le-feu à leurs subordonnés d'Oran et du Maroc, où le combat fratricide et sanglant entre Français et Alliés allait se poursuivre inutilement. Ce fut seulement à suite des pressions particulièrement vigoureuses du général Clark qu'ils finirent, trois jours plus tard sous la menace, par ordonner le cessez-le-feu à leurs subordonnés d'Oran et du Maroc.

## Combats à Oran et au Maroc

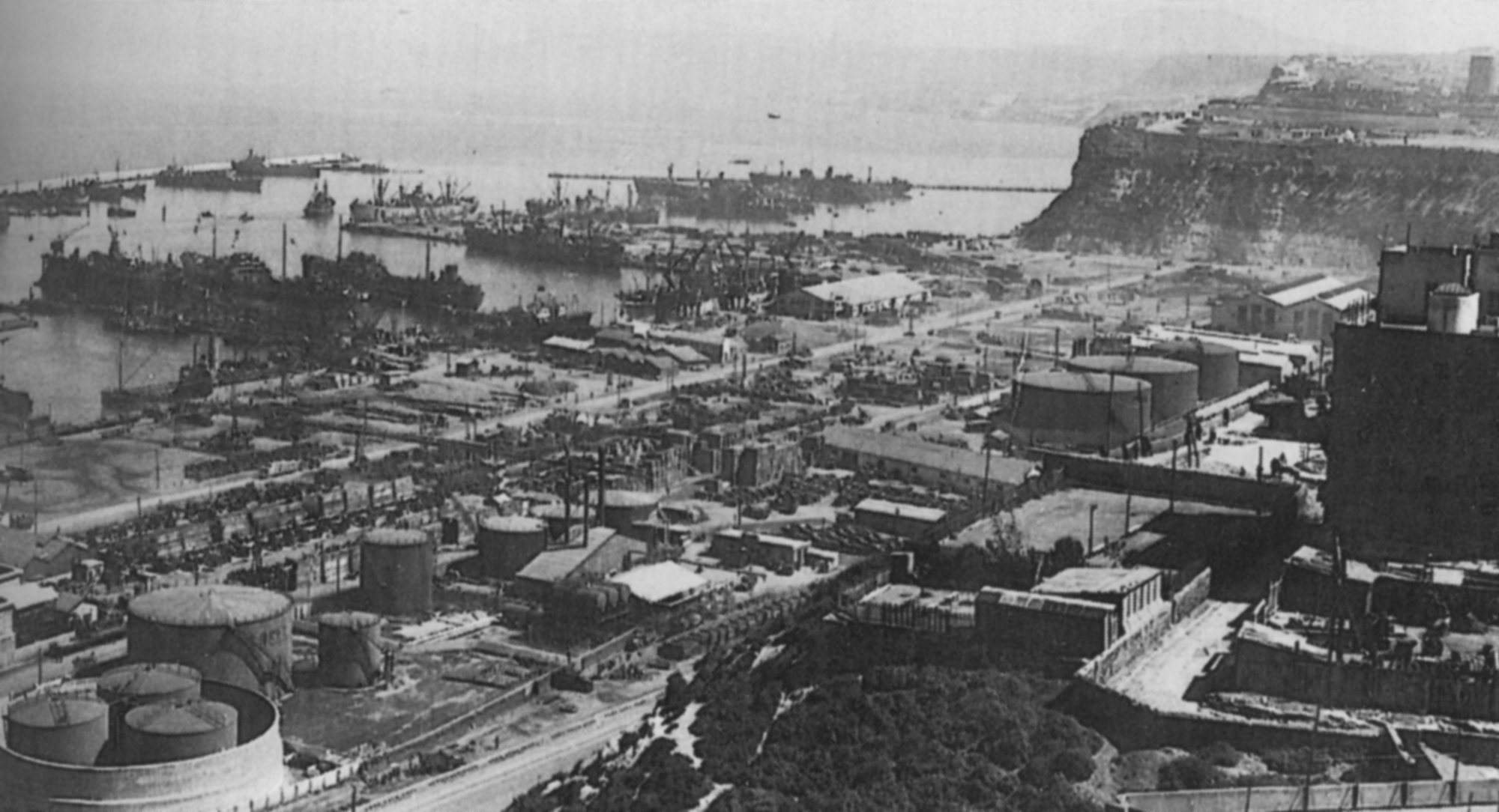
Le port d'Oran en 1943.

L'action de la résistance échoua par contre à Oran du fait d'un manque d'effet de surprise. La résistance locale dirigée conjointement par le minotier Roger Carcassonne, aidé dès 1940 par son frère et des amis, Pierre Smadja, Pierre Galindo, Henri et Charly Carcassonne, Raoul et Edgar Bensoussan, le vice-consul américain Ridgway Knight et le père dominicain Gabriel Théry avait accepté, à la requête d'Henri d'Astier de La Vigerie, de se faire « coiffer » par le colonel d'active Tostain, pour réaliser la neutralisation des points stratégiques parmi lesquels l'Amirauté. N'ayant pas reçu à temps les armes que les Britanniques lui avaient promises, elle se retourna vers Tostain et lui demanda de lui livrer les fusils Lebel entreposés à l'armurerie de la Division. Tostain rechigna. Il était pris de scrupules car il ne voulait absolument pas que ces armes fussent utilisées pour tuer des soldats français. Trois jours avant le débarquement, il partit à Alger solliciter l'avis du général Mast, qui, se gardant de toute directive, le laissa libre du choix des moyens pour aider la résistance.
La veille du Jour J, il tenta désespérément de se faire livrer un stock de mitraillettes appartenant à un régiment de chasseurs d'Afrique. Le colonel qui en contrôlait le dépôt refusa d'armer « des bandes de civils ». Tostain ne trouva alors d'autre solution que d'aller voir de son propre chef, le général Boisseau commandant de la place, pour le conjurer de prendre la direction de la résistance. Ce dernier mit immédiatement Tostain aux arrêts et déclencha un dispositif d'alerte dans son secteur. Mais ne prenant apparemment pas le colonel au sérieux, et s'imaginant sans doute qu'on avait simplement voulu « l'intoxiquer », Boisseau n'avertit pas Alger. Le colonel Tostain put prévenir aussitôt les résistants de sa démarche et de son échec. Si bien que Roger Carcassonne, pour ne pas risquer d'envoyer ses hommes au carnage, dut décommander l'opération. Il se borna seulement à maintenir certaines interventions de sabotage et de guidage des parachutistes alliés, ainsi que la protection par son adjoint, l'ingénieur Moyne, des installations portuaires, qu'il fallait conserver intactes pour les alliés. Mais les troupes vichystes réussirent à détruire des docks et à couler des navires marchands afin d'empêcher aux Alliés l'accès au port.
Ainsi les équipements portuaires allaient-ils rester inutilisables pendant un mois après la prise d'Oran. Par ailleurs, le Service d'ordre légionnaire, pris de court par les résistants à Alger, parvint à se déployer à Oran au moment des opérations de débarquement. Dans son ouvrage Les Américains en Algérie 1942-1945 (L'Harmattan, 2013), Alfred Salinas reconstitue les heures cruciales qui précédèrent et suivirent le désastreux débarquement allié à Oran.

### Échec du putsch militaire au Maroc
Au Maroc, seuls quelques officiers et contrôleurs civils avaient été associés à la conspiration, car Rigault, collaborateur de Lemaigre-Dubreuil, avait volontairement laissé de côté la seule organisation gaulliste pourvue d'armes, celle de Valabrègue. Le chef des conjurés, le général Béthouart, ne disposa que de quelques jours pour préparer son action, lorsque la date du débarquement lui fut communiquée par Rigault qui lui transmit un horaire inexact. Il se réserva l'arrestation à Rabat du général Noguès, Résident général, avec l'aide du régiment du colonel Magnan. Il devait y prendre le pouvoir et constituer un cabinet, avec les contrôleurs civils Gromand et Boniface pour le seconder. Il avait chargé son adjoint, le général Desrée, d'accueillir pacifiquement à Casablanca les deux colonnes alliées qui devraient y faire leur jonction. Il annoncerait alors la rentrée en guerre derrière le général Henri Giraud et inviterait l'amiral Frix Michelier à accueillir pacifiquement à Casablanca la flotte alliée. Ainsi, Michelier, complètement isolé, ne pourrait-il que s'incliner.
Dans la nuit du 7 au 8 novembre, après avoir fait arrêter par les frères Guillaume, résistants civils, les généraux Lascroux et Lahoulle, Béthouart fit encercler, à 1 h du matin, la Résidence générale par les hommes du colonel Magnan. C'est alors qu'au lieu de s'emparer de Noguès et de discuter ensuite, comme le préconisait Magnan, Béthouart commit l'erreur de lui envoyer l'un de ses officiers pour lui demander de se rallier à la résistance et d'en prendre la tête.
Il attendit en vain une réponse pendant plusieurs heures, au lieu d'arrêter immédiatement Noguès, comme le lui proposait le colonel Magnan, mais son envoyé ne revint pas. Pendant ce temps, Noguès ne perdit pas de temps : il appela, car Béthouart avait omis de lui couper le téléphone, l'amiral Michelier à Casablanca. Celui-ci démentit alors les dires de Béthouart.
Selon cet amiral, les États-Unis auraient été incapables, après leurs désastres maritimes initiaux dans le Pacifique, de disposer des navires nécessaires à une telle entreprise. En outre, le Service de Renseignements de la marine, « capable de déceler la moindre sortie d'une barque de pêche du port de New York », fut formel : aucun navire des États-Unis ne s'annonçait au large, et donc aucune trace du débarquement massif allégué par Bethouart. Michelier réfuta donc formellement les dires de Béthouart. C'est donc, désinformé par Michelier, que Noguès, convaincu que Béthouart avait voulu l' « intoxiquer », déclencha la répression. Noguès appela alors le colonel Leyer et ses chasseurs, ainsi que le colonel de Vernejoul et ses spahis. Sur son ordre, ils vinrent encercler le régiment insurgé de Magnan, qui fut sommé de se rendre. En outre, lorsque Béthouart l'appela à son tour, Noguès lui répondit qu'il mentait ou avait été abusé par la propagande américaine.
Béthouart, abusé par l'horaire inexact donné par Rigault, avait déclenché son action trois heures trop tôt. Aussi croyait-il, à tort, que les Alliés auraient dû débarquer depuis plusieurs heures aux endroits prévus. Quant à l'effet de surprise, il était manqué de toute façon. Donc, s'il refusait de se rendre, il risquait de faire couler inutilement le sang français. Bethouart décida donc de se rendre, et fut immédiatement arrêté et emprisonné avec ses compagnons.

### Opérations militaires à Oran et au Maroc

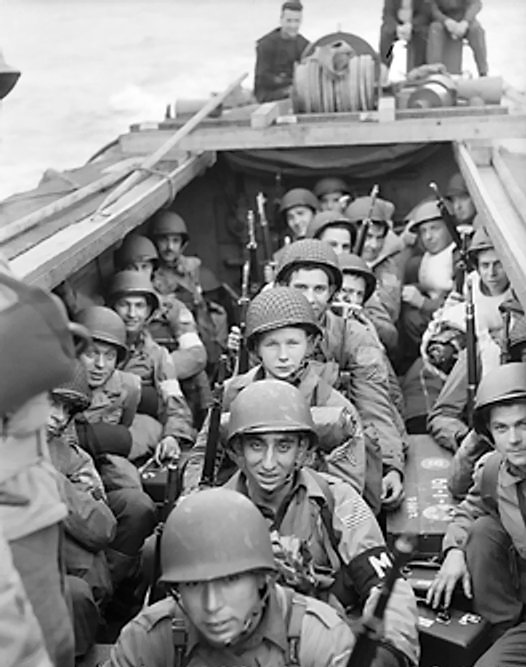
Troupes américaines à bord d'une péniche de débarquement s'apprêtant à débarquer à Oran, en novembre 1942.

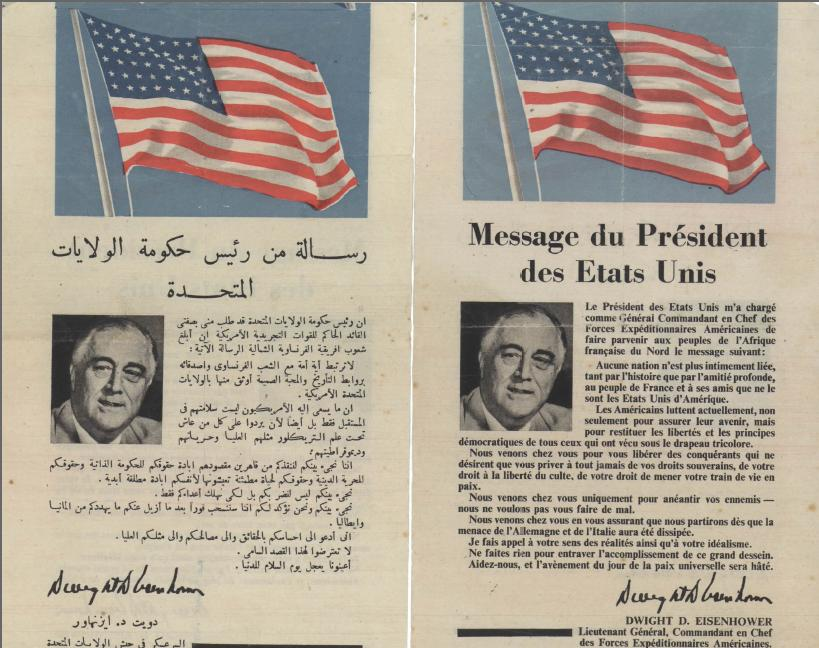
Tract envoyé des airs par les forces alliées, écrit en arabe et en français. Il exhorte la population à participer à l'action des forces alliées.

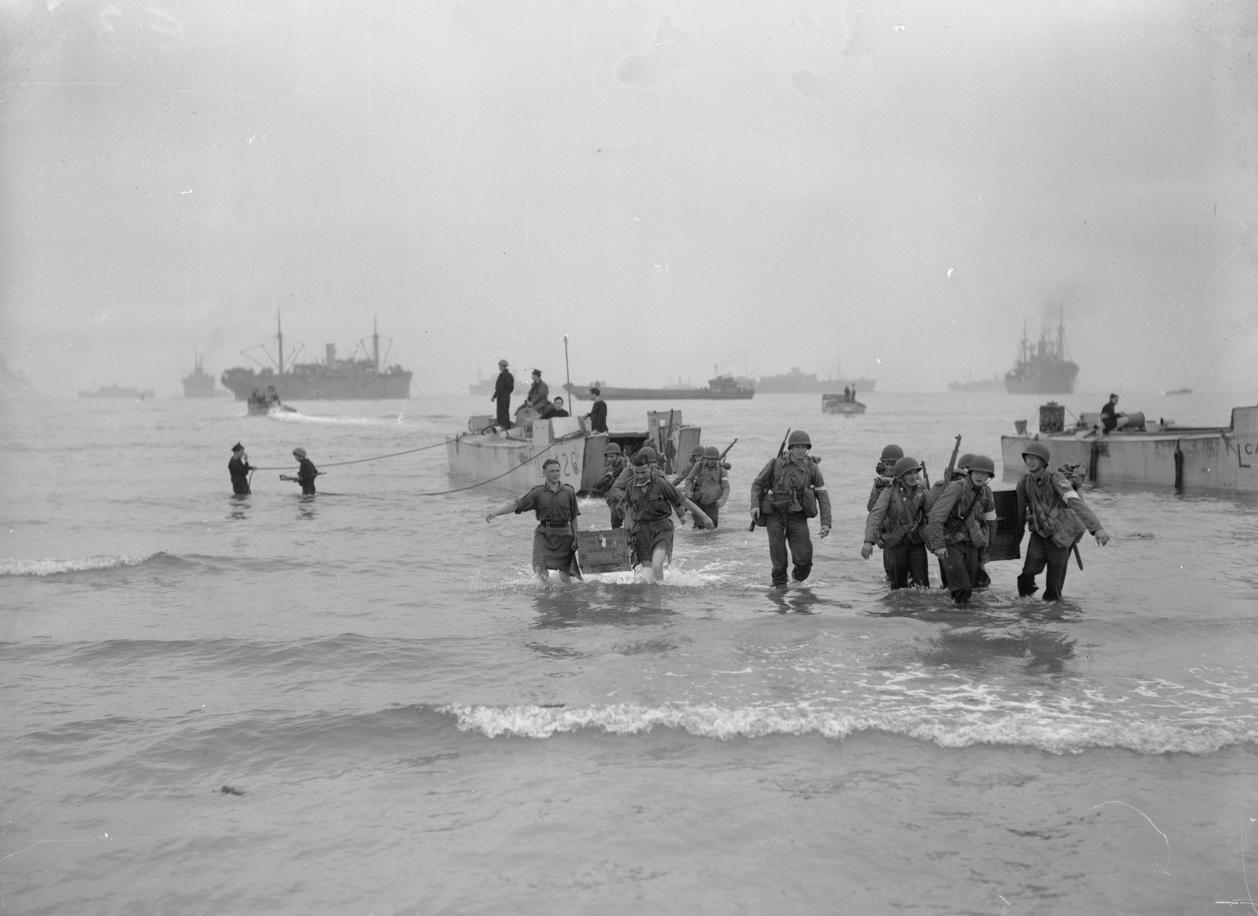
Troupes américaines débarquant sur la plage d'Arzew, près d'Oran, en novembre 1942.

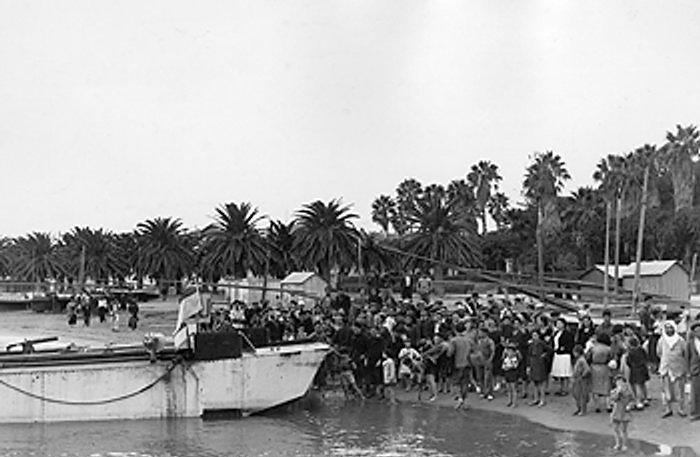
Des habitants d'Arzew viennent à la rencontre des troupes américaines sur la plage, en novembre 1942.

Lorsque, vers 7 h du matin, Casablanca fut enfin survolé par des avions alliés qui couvrirent la ville de tracts, et lorsque la flotte alliée parut à l'horizon, l'escadre et l'armée d'Afrique étaient en état d'alerte. L'amiral Michelier décida de riposter. Mais, il avait hésité à en donner l'ordre, tant la supériorité des Alliés était écrasante. Néanmoins l'escadre française appareilla sous les ordres du contre-amiral Gervais de Lafond mais ne pouvant se déployer elle dut affronter les navires de guerre alliés en formation concentrée, alors que ses adversaires étaient totalement dispersés. Les marins de la flotte de Vichy se battirent avec héroïsme, engageant au canon ou à la torpille les bâtiments alliés chaque fois que cela était possible, sous la protection illusoire d'écrans de fumée, inefficaces face aux radars de l'US Navy.
Le plan d’attaque allié sur Oran se résumait en un mouvement en pince entre les alliés débarquant à l’est et l’ouest de la ville. L’est d’Oran était l’objectif de la Force Z : ce sont les 16e et 18e régiments de la 1re division d’Infanterie américaine, le 1er bataillon de Rangers, la 2e brigade (combat command B) de la 1re division blindée américaine qui effectuèrent l’assaut sur le port d’Arzew. À l’ouest de la ville, la Force Y prit pied sur la plage des Andalouses avec le 26e régiment de la 1re division d’infanterie américaine sous le commandement du général de brigade (Brigadier General) Theodore Roosevelt (que l’on reverra plus tard sur la plage d'Utah Beach, puis à Sainte-Mère-Église lors du débarquement en Normandie). Enfin, le centre du dispositif, sous la direction du général de division (Major General) Lloyd Fredendall, qui avait combattu sous les ordres du général John Pershing, devait prendre Oran par le sud avec la 1re division blindée américaine et s’assurer le contrôle de Base aérienne 141 Oran la Sénia et de Tafraoui.
L’assaut sur Arzew s’effectua à 0 h 55 : les barges de débarquement déversèrent leurs troupes qui se rendirent rapidement maîtresses des lieux, en surprenant les troupes françaises en plein sommeil. Arzew sous contrôle, les rangers du Lieutenant-colonel Darby s’attaquèrent alors au fort du Nord situé sur les hauteurs d’Oran qui menaçait, du fait de sa position, la flotte alliée : les Français de Boisseau accueillirent les « visiteurs » sous le feu de leurs armes automatiques. La réponse alliée se fit à coups de tirs de mortiers qui écrasèrent la défense : le fort sera pris à 3 h 55.
De son côté, la Force Y débarqua sans aucune opposition : le général Eisenhower prit pied sur la plage à la nage, après que sa jeep eut coulé à la suite d'une mauvaise appréciation de la profondeur de l’eau par les barges de débarquement. Au centre, la situation fut beaucoup moins enviable : les sloops HMS Walney et HMS Hartland, engagés dans l’opération Reservist, qui se dirigeaient sur les ports d’Oran, se retrouvèrent sous les canons des sous-marins français Céres et Pallas, ainsi que des torpilleurs Tramontane et Typhon. Le Walney et le Hartland furent détruits et l'on dénombrera environ 120 morts et une centaine de blessés dans les rangs alliés. Parallèlement, le commandant du port fit saborder une trentaine de bateaux français et tenta de bloquer l'entrée du port, sans succès, grâce aux résistants de l'ingénieur Moyne.

### Contre-attaque vichyste
Au Maroc, où l'opération manquée de Béthouart avait donné l'éveil, les forces alliées étaient attendues de pied ferme, et, même après le survol de Casablanca par les avions lanceurs de tracts, selon lesquels les alliés venaient en libérateurs, l'armée d'Afrique se préparait à les combattre.
En ce qui concerne l'escadre française basée à Casablanca où les combats furent les plus meurtriers, le vice-amiral Michelier l'envoya à la bataille dès qu'apparut au large l'escadre alliée. Disposant d'informations erronées du deuxième bureau de la Marine, il s'était décidé trop tard à faire sortir ses bâtiments du port, d'où ceux-ci appareillèrent en formations serrées sous les ordres du contre-amiral Gervais de Lafond. Les commandants des bâtiments de la marine de Vichy menèrent au combat leurs navires contre la flotte alliée dans une lutte inégale, tant la supériorité numérique et la puissance de feu des unités alliées était écrasante. De plus les navires de guerre alliés étaient équipés de radars et de sonars dont ne disposaient pas les bâtiments de la marine de Vichy qui n'avaient pu être modernisés et manquaient d'entraînement. À quai, le cuirassé Jean Bart, inachevé, fut mis hors de combat après avoir utilisé son artillerie intacte de 380 mm, et coulé sur place. Le croiseur Primauguet fut coulé ainsi que plusieurs contre-torpilleurs, torpilleurs, sous-marins et avisos, après une lutte tant héroïque qu'inutile. La 2e escadre légère fut entièrement perdue, et les bâtiments hors de combat furent échoués à la côte ou sabordés pour épargner les équipages survivants.
Les forces terrestres de Noguès reçurent les alliés à coup de canon et bloquèrent leurs débarquements à Casablanca et Safi. Les hommes d'Eisenhower manquaient d'entraînement ; aussi les professionnels de l'armée d'Afrique leur causèrent-ils de grosses pertes pendant trois jours. Noguès avait fait fuir au Maroc espagnol les membres des commissions d'armistice de l'Axe. Il avait engagé par ailleurs une forte répression contre les milieux réputés gaullistes, tandis qu'il faisait comparaître les auteurs du putsch manqué de Rabat devant un tribunal où ils allaient jouer leurs têtes. N'étant pas sûr de vaincre sur le littoral, Noguès proposa au sultan Mohammed V de se replier avec lui dans l'intérieur, pour y engager des opérations de guérilla contre les Alliés. Mais, le Sultan refusa de suivre ses conseils.
Pendant trois jours, des combats acharnés se déroulèrent à Casablanca, Fédala et Safi, ainsi qu'à Mehdia (défendant l'embouchure du fleuve Sebou, avec une batterie de canons de marine de 138 mm, une de 155 mm GPF, une de 75 mm et diverses autres de petit calibre, la base aéronavale et le port fluvial de Port-Lyautey), avec de fortes pertes dans les deux camps : À Oran et au Maroc, les Français perdirent en trois jours 1 346 tués et 1 997 blessés, contre 479 morts et 720 blessés du côté des alliés. Au soir du 8 novembre 1942, les têtes de pont de Casablanca et Safi sont assurées, celle de Mehdia est incertaine, des renforts français sont attendus.
Les 10 et 11 novembre, Juin et Darlan, prisonniers du général Clark, furent placés sous la garde d'une cinquantaine de rescapés des deux sloops de la Royal Navy coulés le 8 novembre à Oran.
Ceux-ci pointèrent sur eux leurs fusils mitrailleurs, sans cacher leur hostilité à ces officiers généraux qui faisaient tirer sur leurs camarades. Alors, le général Juin, ayant reçu en ce sens l'autorisation de Darlan, ordonna enfin le cessez-le-feu au Maroc, tandis que Darlan se déclarait à Alger « Haut Commissaire de France en Afrique Française du Nord », « au nom du Maréchal empêché », en invoquant l'invasion allemande de la zone sud.

### Attaque de sous-marins allemands à Casablanca
Le jour de la reddition des troupes vichystes, plusieurs U-Boote (sous-marins allemands), aux ordres du capitaine Ernst Kals, entrent dans la rade de Casablanca et entament des opérations contre les bâtiments alliés.
Le 12 novembre, le sous-marin U-130, commandé par Ernst Kals, coule quatre bâtiments américains de transports de troupes et endommage également un destroyer et un pétrolier ravitailleur. Les manœuvres des U-Boote durent jusqu'au 16 novembre, date à laquelle le sous-marin U-173 est coulé par les destroyers américains. L' U-130 quitte la baie sans dommage. Les opérations sous-marines allemandes, bien qu'ayant surpris les Alliés, n'ont pas d'influence décisive sur la prise de contrôle du Maroc.

## Conséquences de l'opération Torch

### Ripostes de l'axe

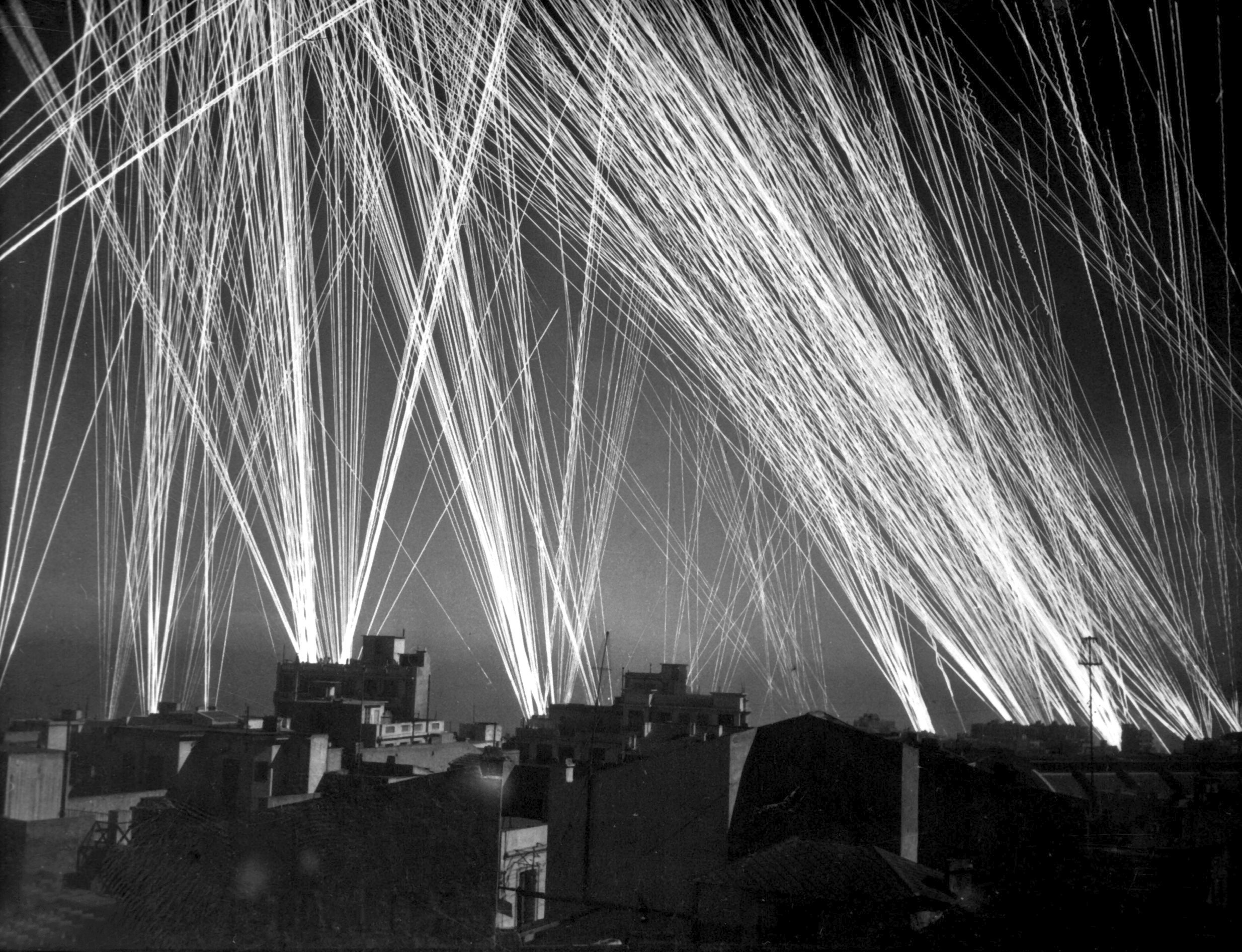
Traceuses durant un raid aérien nazi sur Alger en 1943.

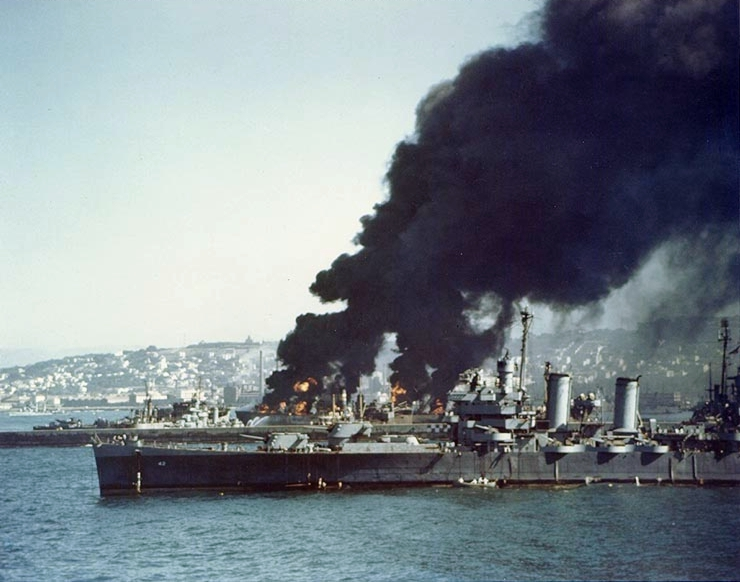
L' et Liberty en feu après un raid aérien nazi sur Alger le 16 juillet 1943.

Les conséquences immédiates de l'opération Torch sont les représailles d'Hitler :
- En métropole, l'opération Anton du 11 novembre 1942 provoque l'occupation de la zone libre : le sud de la France épargné de l'occupation depuis juin 1940 est envahi par les Allemands et les Italiens. Ceci provoquera le sabordage de la flotte française à Toulon le 27 novembre 1942. Cinq sous-marins échapperont au désastre. Seuls trois atteindront l'Afrique du Nord ;
- En Algérie débute une campagne de bombardement par la Luftwaffe : De 1942 à 1943, les bombardiers décollant depuis la colonie italienne voisine de Libye attaquent des cibles civiles dans le département de Constantine, notamment à Bône et Djidjelli[51]. Dans le département d'Alger, les bombardiers en piqué allemands prennent pour cible le port d'Alger détruisant au passage un couvent-orphelinat, le 17 avril 1943.

### Conséquences militaires

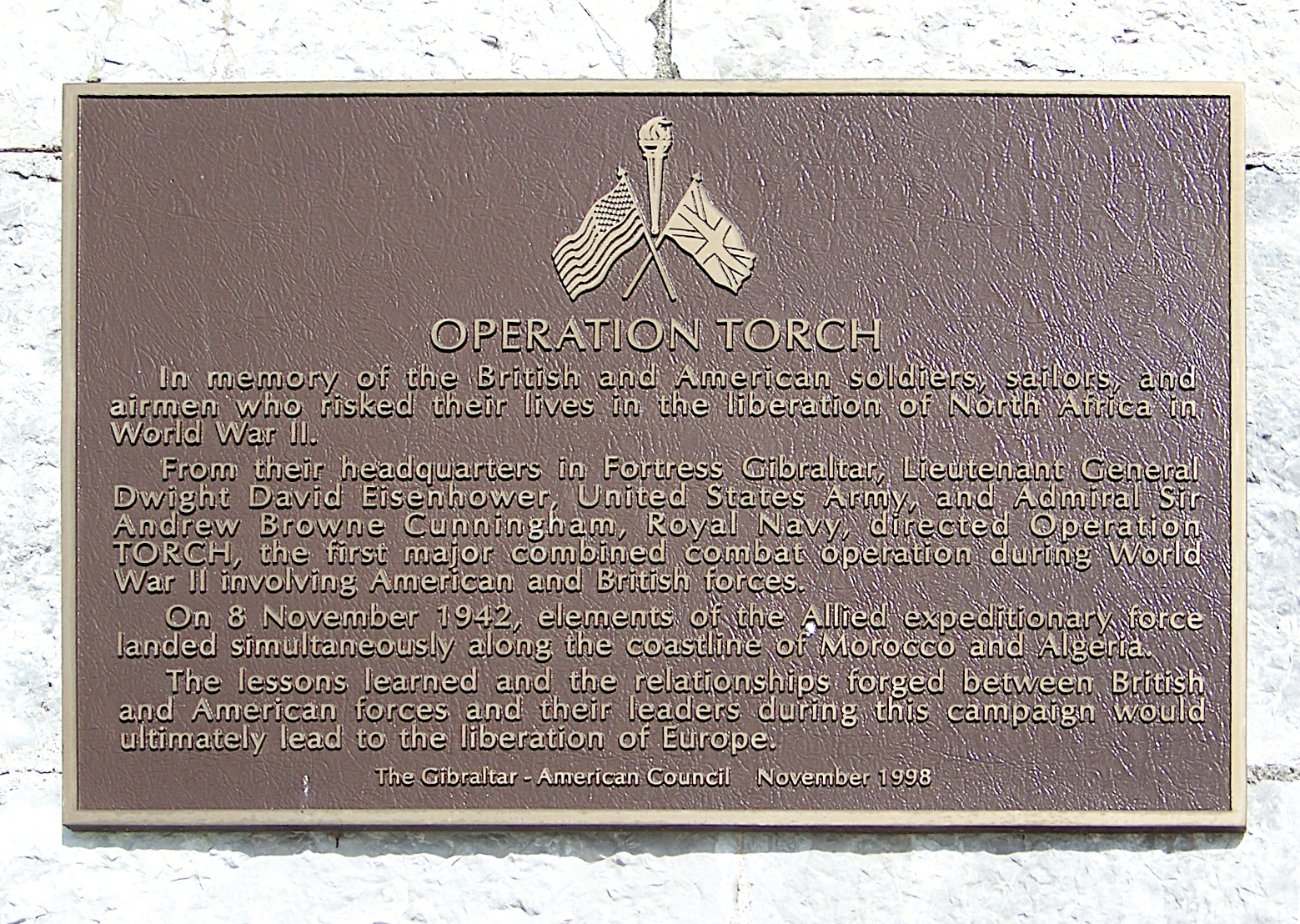
Plaque en anglais commémorant l'opération Torch posée à Gibraltar par le Conseil américain de Gibraltar, novembre 1998.

L'opération militaire, menée du 8 au 11 novembre 1942, permit aux Alliés de prendre pied sur le sol africain et ainsi d'ouvrir un deuxième front. S'ensuivra la campagne de Tunisie contre l’Afrika Korps et l'armée italienne, chassées de Libye par la 8e armée britannique.
La prise de contrôle de l'Afrique du Nord entraîne le basculement aux côtés des Alliés de l'ensemble des colonies africaines. L'établissement d'une tête de pont alliée en Afrique permet de préparer la campagne d'Italie avec le débarquement en Sicile en 1943.
Du côté français, après l'accord entre de Gaulle et Giraud, les Forces françaises libres finissent par fusionner avec l'Armée d'Afrique pour former l'Armée française de la Libération.

### Conséquences politiques

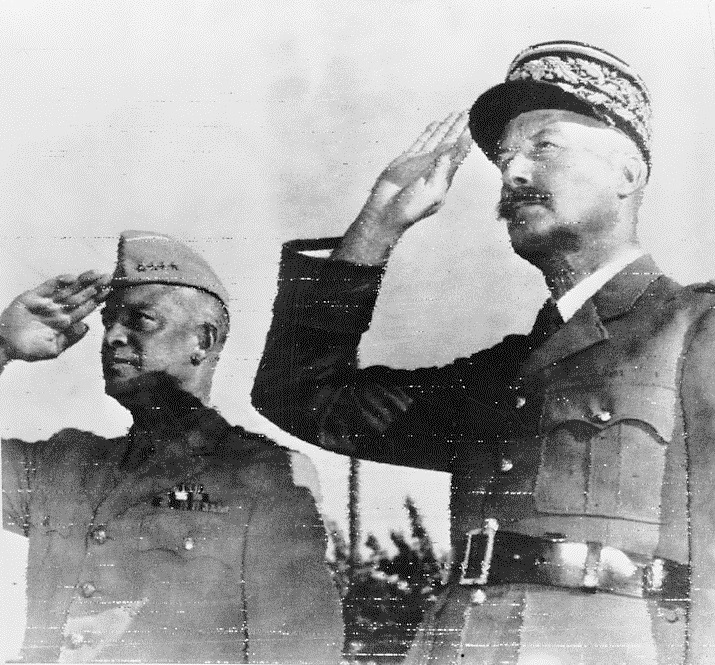
Le général Eisenhower, commandant en chef des Armées Alliées en Afrique du Nord, et le général Giraud commandant des Forces Françaises (Commandement en chef français civil et militaire), saluant les drapeaux des deux nations au quartier général des Alliés à Alger, en 1943.

Un gouvernement vichyste de l'Afrique française est constitué le 14 novembre 1942 par François Darlan sous le nom de « Haut-Commissariat de France en Afrique ». Il prend le pouvoir « au nom du Maréchal », et mobilise les Français d'Afrique du Nord pour « libérer le Maréchal ». Giraud, qui n'arrive à Alger que le 9 novembre, se rallie à Darlan en échange de sa nomination comme commandant de l'armée d'Afrique. De plus, le Haut-Commissariat maintient toutes les lois et mesures d'exception de Vichy en vigueur, y compris même l'internement des résistants déportés par Vichy, dans les camps de concentration du sud (plutôt des camps d'internement).
Certes les correspondants de guerre alliés alertent à leur tour les opinions publiques du Royaume-Uni et des États-Unis. Churchill se fait alors interpeller aux Communes, tandis que Roosevelt, pris à partie par la libre presse américaine, explique que les accords Clark-Darlan ne sont que des « expédients militaires », tout en les maintenant. Si bien que, finalement, les tensions nées de la prise de pouvoir de Darlan, conduiront Fernand Bonnier de La Chapelle à l'assassiner le 24 décembre 1942.
Henri Giraud, devenu commandant en chef civil et militaire de l'Empire français en Afrique, après la mort de l'amiral Darlan, va tout d'abord maintenir la même ligne politique que Darlan, et même faire arrêter et déporter dans le sud les chefs de la résistance. Ainsi l'empire en guerre restait-il partagé entre deux pouvoirs : celui d'Alger, soutenu par Roosevelt, malgré son maintien de la législation vichyste, et le Comité français de Londres, décidé à restaurer l'ordre républicain. L'arrivée à Alger de Jean Monnet, envoyé par Roosevelt pour conseiller Henri Giraud, allait contribuer à ramener la démocratie en Afrique libérée alors que les premiers contacts s'établissaient avec les gaullistes.
Le général de Gaulle qui n'avait été ni consulté ni mis au courant du débarquement, arrive à Alger pour empêcher que le pouvoir ne lui échappe. Il constitue, avec le général Giraud le Comité français de la Libération nationale (CFLN), avant de le convaincre (de le forcer) de s'effacer à son profit.
Par la suite, l'importante conférence de Casablanca (ou encore conférence d'Anfa), du 14 au 24 janvier 1943, réunira les principaux chefs alliés, le président Franklin Delano Roosevelt, le Premier Ministre britannique Winston Churchill, et les généraux Charles de Gaulle et Henri Giraud pour officialiser leur association en vue de battre les forces de l'Axe.
La principale conséquence de cette opération est de remettre la France dans la guerre aux côtés des Alliés, après la disparition de tous les attributs de souveraineté de Vichy, d'annuler l'armistice de juin 1940 sur le plan politique et « d'effacer » la collaboration entre Vichy et le Reich.
Lors de son procès en 1945, le maréchal Pétain tenta de justifier ses décisions concernant l'opération Torch, à travers une note remise devant la Commission d'Instruction de la Haute Cour : résister de manière apparente sans pour autant gêner les manœuvres des Alliés, en donnant des instructions en ce sens à François Darlan et à Auphan. L'existence de ces instructions n'a pas été prouvée.
L'Afrique du Nord constituera la base logistique pour vaincre l’Afrika Korps en Tunisie, puis libérer l'Italie et le sud de la France. De Gaulle disposera ainsi d'un atout géopolitique important vis-à-vis des Alliés.

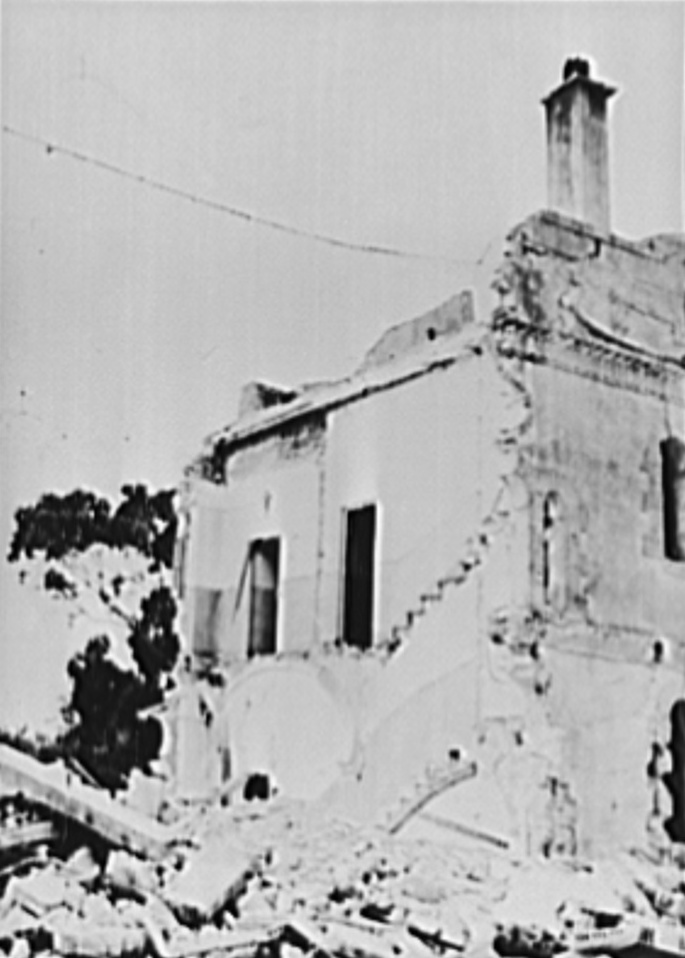
Couvent-orphelinat d'Alger bombardé par la Luftwaffe le 17 avril 1943.
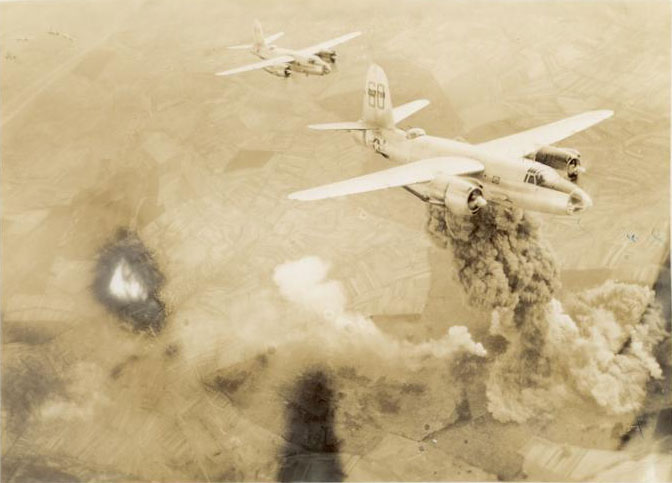
Bombardiers américains B-26 Marauder au-dessus de l'Algérie en 1943.
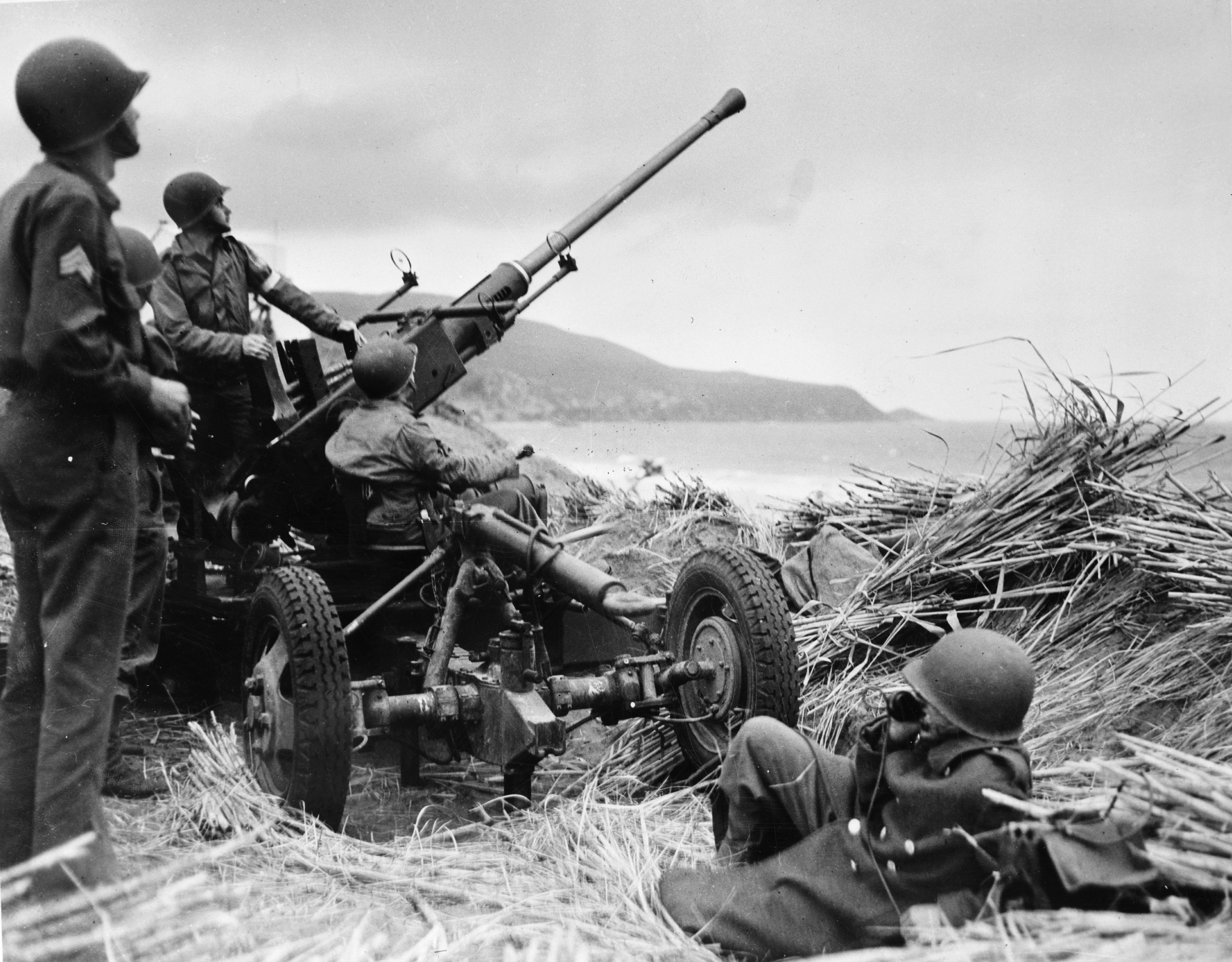
Artilleurs américains protégeant une plage d'Alger en 1943.
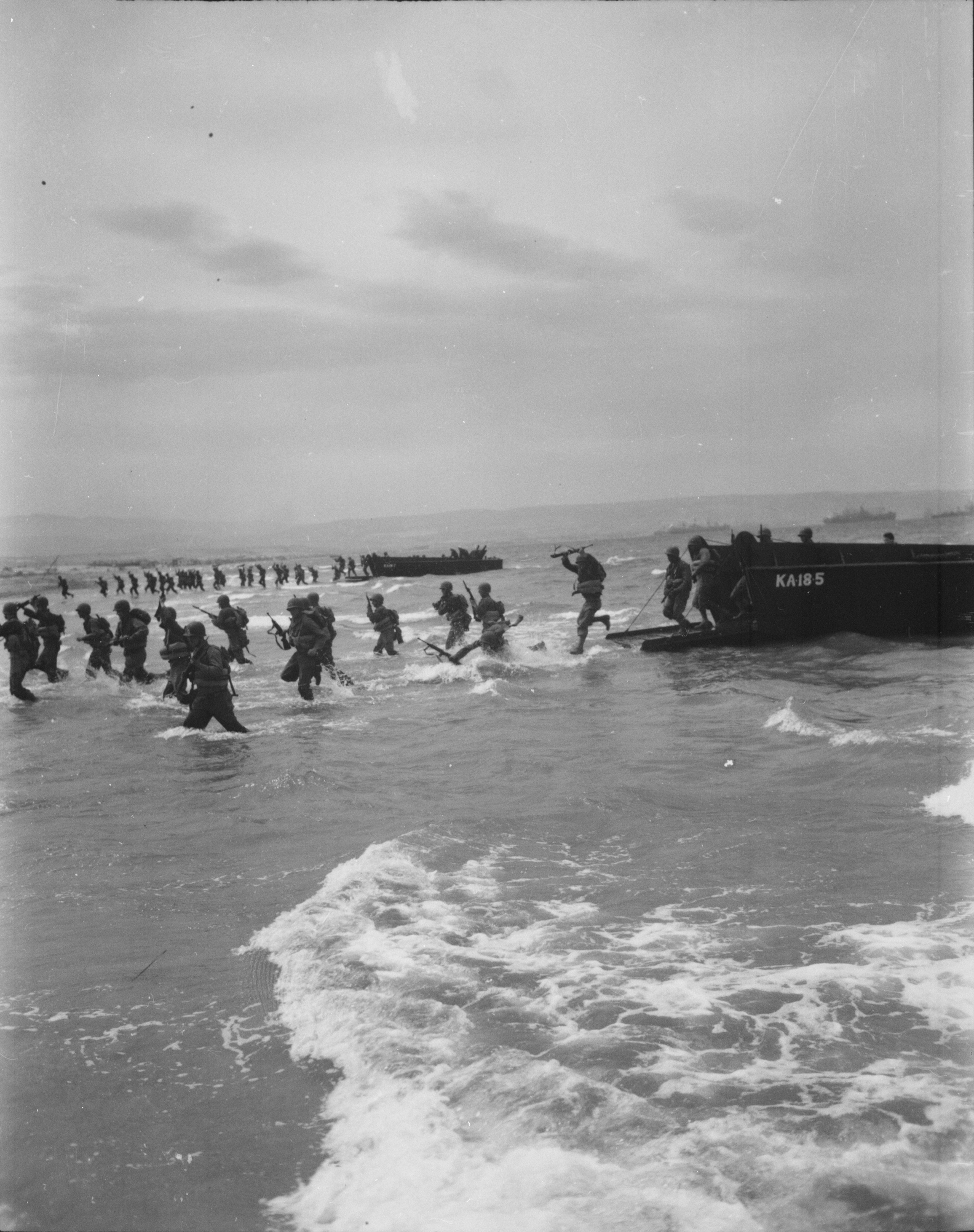
Exercice de débarquement de troupes américaines près d'Alger en avril 1944.

## Sources et bibliographie

### Rapports officiels d’époque des acteurs du putsch du 8 novembre 1942, à Alger
- « La part de la Résistance Française dans les évènements d’Afrique du Nord », Les Cahiers Français, no 47 (rapports des chefs des groupes de volontaires qui se sont emparés d’Alger le 8 novembre 1942), commissariat à l’Information du Comité National Français, Londres, août 1943.

#### Auteurs français
- « Bibliographie en langue française consacrée à l'Opération Torch »(Archive.org • Wikiwix • Archive.is • Google • Que faire ?)
- José Aboulker, Christine Levisse-Touzé, « 8 novembre 1942 : les armées américaine et britannique prennent Alger en quinze heures », revue Espoir, Paris, no 133, 2002.
- Yves Buffetaut, Novembre 1942, la campagne d'Afrique du Nord : Opération Torch, Paris, Histoire&Collection, 1996, 82 p.
- Jacques Cantier, L'Algérie sous le régime de Vichy, Paris, Éditions Odile Jacob, 2002, 417 p. (ISBN 2-7381-1057-6, présentation en ligne), [présentation en ligne], [présentation en ligne].
- Yves Maxime Danan, La Vie politique à Alger de 1940 à 1944, P., L.G.D.J., 1963
- Yves Maxime Danan (préf. C.-A. Colliard), La vie politique à Alger de 1940 à 1944, Paris, Librairie générale de droit et de jurisprudence, coll. « Bibliothèque de droit public » (no LIII), 1963, VI-348 p. (présentation en ligne), [présentation en ligne].
- Yves Maxime Danan, « La Grande poste d'Alger dans la Seconde Guerre mondiale », Écho de la Timbrologie, Amiens, février 2010.
- Yves Maxime Danan, République Française Capitale Alger 1940-1944 Souvenirs, L'Harmattan, Paris, 2019.
- Hubert Delpont, Darlan, L'ambition perdue, éditions des AVN, Nérac, 1998, 318 p.
- Dictionnaire de la France Libre, Alger, Bouquins Robert Laffont, Paris, 2010.
- Gabriel Esquer, 8 Novembre 1942, Charlot, Alger, 1946.
- Albert Kammerer, Du débarquement africain au meurtre de Darlan, Flammarion, Paris, 1949.
- Christine Levisse-Touzé, L'Afrique du Nord dans la guerre, 1939-1945, Paris, Albin Michel, 1998, 467 p. (ISBN 2-226-10069-5).
- Henri Michel, Darlan, Hachette, Paris, 1993.
- Renée Pierre-Gosset, Le coup d'Alger, La Revue Moderne, Montréal, 1944.
- Renée Pierre-Gosset, Expédients provisoires, Fasquelle, Paris, 1944. (édition modifiée de "Le coup d'alger)
- Laurent Preziosi et Toussaint Griffi, 1re mission en Corse Occupée, Édition L'Harmattan, 1988 pages 21–50
- Jacques Robichon, Jour J en Afrique (8 novembre 1942), Collection "Ce jour là", Ed. Robert Laffont, 1964
- Alfred Salinas, Les Américains en Algérie 1942-1945, L'Harmattan, 2013
- René Richard, Alain de Sérigny, La Bissectrice de la guerre, Alger 8 novembre 42, Maison des livres, Alger, 1946.
- Xavier Tracol, Opération Torch, la flamme de la liberté, in Ligne de Front no 32, 2011
- Pierre Varillon, Marins au combat, Librairie académique Perrin, 1963, 424 p.
- Thomas Wieder, « José Aboulker, neurochirurgien, grand résistant », Le Monde,‎ 1er décembre 2009, p. 24 (lire en ligne).
- Pierre Goinard, Algérie : l’œuvre française, Paris, Éditions Robert Laffont, 1984, 419 p. (ISBN 2-221-04209-3), p. 139-147

#### Auteurs étrangers
- (en) George F. Howe, North West Africa: Seizing the initiative in the West, Center of Military History, U.S Army, Library of Congress, 1991  (ISBN 0758173954).
- (en) Arthur L. Funck, The politics of Torch, University Press of Kansas, 1974.
- Basil Henry Liddell Hart, Histoire de la Seconde Guerre mondiale, Marabout, 1985

#### Mémoires des principaux protagonistes
- José Aboulker, « Nous qui avons arrêté le général Juin », La Nef, Paris, no 25, avril 1959.
- José Aboulker, « La victoire du 8 novembre 1942: La Résistance et le débarquement des Alliés à Alger », Le félin Ed., Paris, septembre 2012.
- Dwight D. Eisenhower, «Croisade en Europe» , Éd. Robert Laffont, Paris, 1949
- Henri Giraud, Un seul but : la victoire, Alger 1942-1944, Julliard, Paris, 1949.
- Alphonse Juin, « Les mémoires du maréchal Juin », Le Figaro, Paris, mars 1949.
- Roger Carcassonne-Leduc et Gérard Linquier, 8 novembre 1942 - La première victoire, Éd. Louis Pariente, Paris, 2000  (ISBN 2840590530).
- Robert Murphy, Un diplomate parmi les guerriers [« Diplomat among warriors »], éditions Robert Laffont, 1965
- Lucien Adès (préface de Benjamin Stora), L'Aventure algérienne, 1940-1944, Pétain, Giraud, de Gaulle, Belfond, Paris, 1979.

#### Interviews
- Daniel Rondeau et Roger Stéphane, Des hommes libres – La France libre par ceux qui l'ont faite, chapitres 18 à 20, Grasset, Paris, 1997.